# Aïn Bessem
 (février 2017).
Si vous disposez d'ouvrages ou d'articles de référence ou si vous connaissez des sites web de qualité traitant du thème abordé ici, merci de compléter l'article en donnant les références utiles à sa vérifiabilité et en les liant à la section « Notes et références ».
Aïn Bessem, dénommée Castellum Auziens à l'époque romaine. est une commune de la Wilaya de Bouira en Algérie (42 000 habitants). Ses habitants sont appelés Aïn-Bessemois.

## Géographie

### Situation
| Souk El Khemis | Djebahia         | Aïn El Hadjar |
| Bir Ghbalou    | Aïn Bessem       | Aïn Laloui    |
| Raouraoua      | Sour El Ghozlane | El Hachimia   |

La ville s’étend sur une superficie urbanisée (bâtie) de 13,5 km2
La ville d'Aïn Bessem est implantée dans une sorte de cuvette (Bassin fermé)  marquant le point d'intersection de six (06) daïras de la wilaya de Bouira.
- 10 km de la daïra de Bir Ghbalou
- 23 km  de la daïra de Sour El Ghozlane,
- 19 km de la daïra d'El Hachimia,
- 21 km de la daïra de Bouira,
- 27 km de la daïra de Souk El Khemis,
- 38 km de la daïra de Kadiria

La ville d'Aïn Bessem est située à 98 km  de la capitale Alger, et à 21 km de Bouira, chef-lieu de la wilaya.

### Relief
Aïn Bessem est une commune et le chef-lieu de la daïra du même nom, située dans la wilaya de Bouira, en Algérie. Elle se trouve à environ 98 km au sud-est d'Alger et à 21 km à l'ouest de Bouira, le chef-lieu de la wilaya. Géographiquement, Aïn Bessem est implantée dans une région caractérisée par un relief varié, typique de la partie centrale de l'Atlas tellien.
Le relief d'Aïn Bessem peut être décrit comme suit :
1. Situation dans une cuvette : La ville est établie dans une sorte de bassin fermé ou cuvette peu profonde, formée par une dépression naturelle. Cette cuvette est entourée de collines de faible hauteur, ce qui lui donne un aspect relativement plat au centre, facilitant son urbanisation et son accessibilité.
2. Plaine des Arribs : Aïn Bessem se trouve au cœur de la plaine des Arribs, une vaste étendue de terres arables qui s’étend sur environ 27 000 hectares dans la daïra d'Aïn Bessem (incluant les communes d'Aïn Laloui et Aïn Hadjar). Cette plaine est constituée de sols bruns méditerranéens et de sols rouges, formés par des dépôts alluviaux issus de l’érosion des reliefs environnants. Elle est entourée de petites collines et de plateaux, ce qui en fait une zone fertile propice à l’agriculture.
3. Collines environnantes : Autour de la cuvette, le relief devient légèrement plus marqué avec des collines basses. Par exemple, au sud et à l’est, on trouve des hauteurs comme Nouadhir (536 m), Manaâ (768 m) et El-Maâchia (535 m). Plus au nord, le mont de Nouadhir atteint 656 m et celui de Manaâ 735 m. Ces collines font partie des prolongements de l’Atlas tellien et encadrent la plaine, offrant un contraste avec le centre plat de la ville.
4. Proximité de reliefs plus élevés : Bien que le centre d'Aïn Bessem soit relativement plat, la commune est proche de massifs plus imposants. Au nord de la wilaya de Bouira, le Djurdjura domine avec des sommets dépassant 2 000 m, tandis qu’au sud, les Bibans et d'autres reliefs marquent la transition vers les plaines du Hodna. Cependant, ces massifs restent à distance et n’influencent pas directement le relief immédiat d'Aïn Bessem.
5. Géologie et formation : Le relief de la région résulte de processus géologiques datant du Paléogène (ère tertiaire), avec des strates en cuvettes concentriques modifiées par l’érosion et des failles. Les plaines environnantes sont composées d’alluvions déposées par les oueds, comme l’Oued Lakhal, situé à moins de 4 km de la ville, qui joue un rôle dans le modelé du paysage.

En résumé, le relief d'Aïn Bessem est principalement plat au niveau de la ville elle-même, grâce à sa position dans une cuvette au sein de la plaine des Arribs, mais il est entouré de collines modestes qui lui confèrent un cadre légèrement vallonné. Cette configuration en fait un carrefour naturel, bien desservi par un réseau routier (comme la RN 08), et une zone agricole importante dans la wilaya de Bouira. La ville est érigée sur une colline de faible hauteur sous forme de cuvette peu profonde, dressée au milieu d'un vaste plateau de presque 4.500 km2 qui s’étend du territoire de la Daira de Bouira jusqu'à la Daïra de Berrouaghia, répartie entre la wilaya de Bouira et la wilaya de Médéa.
Elle est délimitée par les monts de Dirrah à l'est, les monts de la Djurdjura à l'ouest et les monts de Zbarbar au nord.
Des montagnes boisées qui sont à l'origine d'un climat, souvent assez pluvieux, touchant la Daïra d'Aïn Bessem en lui favorisant un taux de pluviométrie parfois assez conséquent durant des années marquées par une neige légère, un temps venteux et humide en automne.
La région de Sidi Yahia contient la plupart des sommets à forêts denses et impraticables couvrant presque 10 % de la superficie de la Daïra d'Aïn Bessem.

### Climat
Aïn Bessem, commune de la wilaya de Bouira en Algérie, est caractérisée par un climat méditerranéen à tendance semi-aride, marqué par des variations climatiques significatives. La pluviométrie moyenne annuelle s’élève à environ 425 mm, selon les données de la Station météorologique d’Aïn Bessem (Météo Algérie, 2020). Les précipitations sont irrégulières, oscillant entre faibles pluies, chutes de neige occasionnelles en altitude et épisodes de fortes averses. La saison pluvieuse s’étend généralement d’octobre à mai, avec des maxima observés en novembre-décembre et mars-avril. Cette variabilité interannuelle est typique des climats méditerranéens, où les valeurs pluviométriques peuvent fluctuer considérablement (Djellouli, 2015).
Les étés à Aïn Bessem sont chauds et secs, influencés par les vents desséchants comme le Chergui et le Sirocco, qui provoquent des températures élevées, avec une moyenne mensuelle de 38,8°C en août. Un record historique de 46°C a été enregistré en 1964 (Archives communales d’Aïn Bessem). En hiver, les températures peuvent chuter significativement, atteignant un minimum record de -5°C en 1925 (Archives communales). La faible hygrométrie et la forte évaporation estivale exacerbent les conditions de sécheresse, tandis que les vents fréquents accentuent l’aridité de la région.
Ces caractéristiques climatiques ont des implications directes sur l’agriculture et la gestion des ressources hydriques dans la région de Bouira, où les sécheresses récurrentes posent des défis constants (Meddi & Hubert, 2003). Les variations climatiques observées à Aïn Bessem s’inscrivent dans un contexte plus large de changement climatique affectant le nord de l’Algérie, avec une tendance à l’augmentation des températures et à la réduction des précipitations (Rapport IPCC, 2021).

### Réseau hydrographique
La commune d’Aïn Bessem, dépend fortement du barrage Lakehal pour ses besoins en irrigation agricole. L’Office National de l’Irrigation et du Drainage (ONID) gère un périmètre irrigué de 2 238 hectares, dont le quota d’eau est fixé annuellement par une autorisation spéciale. Cette dernière est élaborée par le Comité National de Distribution de l’Eau des Barrages, relevant du ministère des Ressources en Eau et de la Sécurité Hydrique. Le prélèvement s’effectue depuis le barrage Lakehal, d’une capacité de 30 millions de m³, situé à l’ouest d’Aïn Bessem, dans un large bassin versant de 245 km² couvrant les monts de Dirrah. Ce bassin, caractérisé par des terrains imperméables et des pentes torrentielles (15 à 22 % en moyenne), favorise un ruissellement rapide mais irrégulier, dépendant des précipitations.
Le climat semi-aride de la région, marqué par une pluviométrie faible à moyenne (425 mm/an en moyenne, Station météo Aïn Bessem), entraîne des variations significatives dans le remplissage du barrage. Entre 2017 et 2024, des sécheresses chroniques ont souvent réduit le niveau du barrage à moins de 50 % de sa capacité (Météo Algérie, 2023). Malgré ces contraintes, le barrage Lakehal jouait, jusqu’en 2011, un rôle crucial dans l’alimentation en eau potable (AEP) pour plusieurs localités de la région. Les données historiques de l’Agence Algérienne des Eaux (AADE, unité Aïn Bessem) indiquent les consommations suivantes avant 2011:
- Aïn Bessem : 45 600 habitants, 2 000 m³/jour.
- El-Hachimia : 16 000 habitants, 1 500 m³/jour.
- Sour El-Ghozlane : 54 000 habitants, 2 500 m³/jour.

Cela représentait un volume quotidien total de 6 000 m³, soit environ 2 millions de m³ par an. Depuis 2011, le barrage Lakehal est exclusivement dédié à l’irrigation, en raison de la mise en service du grand projet d’approvisionnement en eau potable inter-wilayas. Ce projet, financé par l’État, alimente quatre wilayas (Bouira, Médéa, M’Sila et Tizi Ouzou) à partir du barrage Koudiat Acerdoune (commune de Maala, Bouira), d’une capacité de 655 millions de m³. Ce système comprend 8 stations de pompage et plus de 652 km de conduites, assurant une distribution stable en eau potable (Ministère des Ressources en Eau, 2015).
Les défis hydriques à Aïn Bessem reflètent une problématique régionale plus large. Les sécheresses récurrentes, exacerbées par le changement climatique, menacent la durabilité des ressources en eau (IPCC, 2021). La gestion intégrée des bassins versants et l’optimisation des infrastructures, comme le barrage Lakehal, sont essentielles pour répondre aux besoins agricoles et humains tout en préservant l’écosystème local (Meddi & Hubert, 2003).
Communes par wilaya et concernée par l'AEP du Barrage de Koudiat Acerdoune.
- Bouira : Djebahia, Aïn Laloui, Aïn Bessem, Sour-El-Ghozlane, El-Hachimia, Bir-Ghbalou et Dirrah.
- Médéa : Ksar Bokhari–Boughazoul, Berrouaghia, Béni Sliman, El Azizia, El Guelb El Kebir, Sidi Naamane, Tablat, Zoubiria et Moudjbar.
- M'Sila : Sidi Aïssa, Aïn El Hadjel, Benzouh et Ain-Kermame.
- Tizi Ouzou : Draâ El Mizan, Draâ Ben Khedda et Mekla.

### Bassin versant du barrage Lakhal
Les principaux débits du bassin versant du barrage Lakehal sont évacués au printemps (pluies et fonte des neiges) et dans une moindre mesure en automne-hiver où l’Oued lakhel est toujours en eau. Par contre, les étiages sont très réduits : moins de 1 m3 s−1 au débouché de la carrière « Agrégats » de juillet à septembre ou octobre. Les variations interannuelles sont moyennes : les apports de l’Oued Lakhel ont un débit moyen de 1,7 m3 s−1.
Les caractéristiques topographiques et morphologiques des bassins d’alimentation, aggravés par le caractère souvent orageux des précipitations en montagne, sont responsables de ce débit moyen véhiculé par l’Oued Lakhel lorsqu’une averse affecte tout le bassin d’alimentation, la crue est toujours caractérisée par un « pic » aigu, un court temps de montée et une décrue rapide, résultat de la topographie et de la morphologie du bassin (raideur des pentes, faible taux de boisement, absence de champ d’inondation en amont).
Les régimes sont très variables d’une saison et d’une année à l’autre.

### Nappe phréatique
La nappe phréatique a été mise à contribution par les services hydrauliques dès la création du périmètre des Arribs avec refus des autorisations des forages pour éviter le rabattement de la nappe qui n'est pas profonde. La tranche utile de la nappe ne dépasse guère la dizaine de mètres, elle est hétérogène. La profondeur du toit de la nappe a tendance à être d’autant plus grande que l’altitude du terrain naturel est plus élevée. La nappe circule de l’Est vers le nord-ouest ou le nord ou d’Ain-Bessem vers Bir-Gbalou. Au total, sur plus de 60 % de la superficie de la plaine des Arribs, le toit de la nappe se trouve à moins de 10 m de profondeur, qui correspond sensiblement à la limite économique des pompages (compte tenu du rabattement de la nappe provoqué par le soutirage). L'alimentation de la nappe du périmètre se fait à partir de deux sources : Ain Beida - Meghenia et les eaux de pluie.
Le périmètre des Arribs est de 2 200 ha. La petite et moyenne Hydraulique (PMH) va de 3000 à 3 500 ha.
Le périmètre des Aribs d'un superficie classée de 2 238 hectares fait partie des aménagements de grande hydraulique qui s’intègrent dans le projet étatique d’augmentation et de sécurisation de la production agricole nationale. Ils sont gérés par l’Office National de l’Irrigation et du Drainage (ONID).

### Accès
Toutes les routes sont goudronnées (nationales, départementales et communales). Ain-Bessem est reliée à chacune de ses communes limitrophes par une route individuelle.
Étant donné que la ville est située sur une surface plate, elle compte plusieurs accès :
- La première route est départementale passant par le bourg de Sidi Yahia et donnant directement vers Djebahia pour aller vers Alger.
- La deuxième est une route Nationale (RN 08) passant par Bir Ghbalou via Tablat pour aller droit sur Alger.
- La Route Nationale (RN 08), donne un second accès vers Alger, passe par Bouira et accède à l’autoroute Est-Ouest.
- Les voyageurs venant de l'Est et de la Kabylie passent par Bir-Ghbalou pour aller vers la Wilaya de Médéa ou vers l'Ouest Algérien. Avant 1983, la route Nationale (RN 08) traversait la ville en plein centre. À partir de 1984, lu nouveau accès hors- ville est aménagé donnant un tronçon express de 4 km de long, large, rapide et réservé aux véhicules de transit.

La densité du réseau routier place Ain-Bessem comme point de convergence pour le transport interrégional (Bouira, Tizi Ouzou, Médéa, Wilayas de l'Est et de l'Ouest).

## Étymologie
- Si vous ne connaissez pas le sujet, laissez ce bandeau (vous pouvez alors contacter les auteurs).
- Si vous supprimez le contenu mis en cause (vous pouvez préalablement contacter les auteurs),

argumentez précisément cette suppression dans la page de discussion
(un manque de référence n'est pas un argument ; une recherche réelle de référence doit avoir été effectuée, être formellement documentée).

### Première version
La première version suppose que le nom « Ein Bassam » vient à l'origine d'un mot formé à partir de la langue turque : Kaynak gülümseme (source du sourire) que les Turcs utilisaient pour nommer chaque village selon la loi des circonstances et des réformes liées aux frontières et au développement des Territoires (vers 1625)  - Des reformes destinées à l'organisation administrative de l'Empire ottoman, harcelé par les attaques répétées de l'armée du royaume de Koukou.. Cependant, sa prononciation était difficile pour les locaux arabophones.
Les Turcs se sont référé à la géographie des régions pour leur donner des noms. Cette expression provient de nombreuses sources dans la région. Historiquement : Un titre de propriété existe dans la région, plus précisément à Ouled Amar (Titre notarié) remontant à la période du contrôle ottoman sur la région des Aribs, mentionne le nom d'Ain Bassam et précisant la date 1630.

### Deuxième version
Dans la seconde version, l'origine du nom « Ain-Bessem » suppose qu'à l'époque turque, un vieux sage connu sous le nom de « Bessam » passait tout son temps à l'ombre d'un arbre situé juste à côté d'une source fraîche.
Les passagers qui transitaient par le village d'Ain-Bessem et en quête d'eau s'arrêtaient pour s'approvisionner en eau à partir de cette source. Après la mort du vieux Bassam, son nom fut donné à la source, ce qui a donné « Ain Bessem » à ce village dès son urbanisation par les Turcs. En arabe, « Ayn Bassam » veut dire « Source de Bassam ».

### Troisième version
La troisième version suggère que le nom viendrait des deux mots turcs « beş çam » qui veut dire en français « Cinq pins ». Ce nom turc désignait cinq pins gigantesques au feuillage vert clair, havre de pause pour les soldats turcs, et qui se trouvait à côté d'une source d'eau potable.
Cette expression se prononce phonétiquement Beuchjam en turc. La langue arabe changea le mot par une phonétique combinatoire, supprimant le « euch », remplacé par « esse », plus répandu. L’expression donne donc phonétiquement dans le parler arabe « besse-same », combiné avec le mot « Ayn » qui veut dire « source », en référence à la source d'eau qui s'y trouvant, pour former « Ayn Besse same ».

### Quatrième version
La quatrième hypothèse propose que l'appellation dérive de l'arabe « Ayyn Tebsamm », signifiant « source du sourire ». Elle viendrait des arabes Omeyyades qui auraient rapporté du Proche-Orient l'habitude de donner le nom de « Ayn » à chaque ville où ils constataient l'abondance des eaux.

### Cinquième version
Une dernière version affirme que le lieu-dit « Ain-Bessem » fut baptisé ainsi par un officier de l'armée turque originaire d’Arménie. Y voyant de grandes maisons, il avait pensé aux châteaux d'Arménie. Le mot « Perd » signifie « château » en arménien. Il est prononcé « Bir » (puits) par les Arabes. Il a été combiné avec le mot arabe « Tebsam » (sourire). Par la combinaison des deux mots, ils ont formé le mot « Bir-Tebsam ». « Bir » par a ensuite été remplacé par « Ayn », moins lourd phonétiquement ce qui révèle qu'ils avaient utilisé « Basma » qui veut dire risette au lieu de « Tebsame » qui veut dire sourire. Donc, l'appellation juste serait Ayn El basma qui s'est transformée en un mot court phonétiquement pour donner tabassame qui veut dire il a souri. Au fur et à mesure du temps le mot a été transformé pour désigner que celui qui boit de la source sourit, donnant Ayn El Bassame. Ensuite, le mot fut écourté par la suppression de l'article El pour ainsi dire Ayn bessame, aujourd'hui Ain-Bessem.

## Histoire
Ain-Bessem était connue à l’époque romaine sous le nom de « Castellum Auziens », qui signifie en Latin « village lointain d’Auzia », ville actuelle de Sour El Ghozlane. Dans sa composante historique romaine, Castellum Auziens représentait un prolongement de la ville d'Auzia située à moins de 17 km.
À l'origine, Auzia était une ville numide fondée en 33. av. J.-C. dans la province romaine Africa par l'empereur Auguste. Il s'agit d'une enceinte romaine urbanisée de forme ovoïde, clôturée par un mur en pierre d’une épaisseur de 75 cm et long de 3 250 m, qui existe encore aujourd'hui.
Auzia constituait la grande caserne militaire romaine du centre de l'Algérie, disposant de cohortes et escadrons de vexillaires maures dirigés par un corps de cavalerie avec décurions sous ordre (inscription : Praefectus claudus). Ces troupes formaient une armée de surveillance de la zone allant de Tiranadi (actuelle Berrouaghia) jusqu'aux montagnes du Djurdjura, celles des Babors et celles des Bibans).
La ville de Rapidum (actuelle Djouab) fut érigée en l'an 46 en un bastion avancé de centurions pour défendre Auzia des attaques des Bawares, tribus berbères, appelés également les Quinquegentiens ou les cinq tribus fédérées du Djurdjura, des Babors et des Bibans.
Si les chemins de l'histoire restent quelque peu obscurs, des récits cités par de nombreuses légendes mentionnent Auzia, Castellum Auziens Tiranadi et Medinum (Bouira) et constituent un point de départ dans le cadre de recherches sur l'histoire.
En effet, à Aumale, une inscription datant de 261 apr. J.-C. mentionne un chef numide du nom de Faraxen (supposé natif de Castellum Auziens). Faraxens était un rebelle quinquégentien actif dans les forêts de l'actuelle station thermale de Faraxan ou Hammam Fraxa (commune relevant actuellement de la wilaya de M'Sila) d’une superficie totale de 135 km2. Cette forêt est un espace boisé naturellement entre Sour El Ghozlane – El Hachimia allant jusqu’à Oued El Berdi au nord et s'étendant au sud de Zriba à El Masdour en passant par Ouled Rached, Belgat et Bordj Okhriss. Faraxen aurait investi Castellum Auziens et repoussé les Romains après avoir détruit le quartier général du commandement de frontière en s’accaparant de tous les biens de la colonie, contrôlant alors la totalité de la région des Arribs (actuelle région Ain-Bessem –Bouira). Il aurait installé aux alentours de la ville de Hoche (actuelle Khabouzia) le campement de son armée.
Il serait probable que les quelques vestiges recensés au Douar Ouled Alliane serait une preuve. Tacite (historien et sénateur romain né en 58 av. J.-C. et mort vers 120 apr. J.-C.) dans une œuvre écrite en 109 apr. J.-C., Les Histoires (Historiae) mentionne le Castellum Auziense (Ain-Bessem), quartier général du commandement de frontière et qui portait le titre de colonie. Par contre, il est supposé que Faraxen établit une nouvelle colonie à Castellum Auziense qui effraya longtemps l’armée romaine. De plus, l'historien grec d'expression latine Ammien Marcellin (v. 330 - 395) mentionne dans son Res Gestæ, ce dernier étant en quelque sorte une suite de l'histoire de Rome écrite par Tacite, que le point corrélatif à Auzia était Castellum Auziense, érigée comme poste avancé pour la protection d'Auzia. Une borne milliaire trouvée par des colons français, maçonnée dans le mur de la ferme dite dès lors Giovanni, située à 9 kilomètres au nord-est de Sour El Ghozlane, à l'endroit dit El-Abia et se trouvant à moins de 11 km d’Ain-Bessem conforte cette hypothèse. Elle porte en effet une inscription gravée sur pierre calcaire couchée d'environ 1,10 m sur 60 cm de haut : LIMES PRAFR "Limes Provinciæ Africæ" (« Limites de la province africaine »). Ainsi, les Romains ont perdu Castellum Auziense, reconnu en une région agricole, constituant le grenier par excellence pour répondre aux besoins alimentaires de toute la région. En parallèle, son sol fertile fut exploité dans la culture viticole où le vignoble faisait les meilleurs revenus car la majorité des vins romains venaient de Castellum Auziense. Les régions réputées pour leur vins comme Castellum Auziense sont généralement situées dans des cuvettes avec un sol très fertile, et qui devait être un terrain, un lieu d’affrontement continu entre les Romains et les Quinquégentiens dans le long cycle des guerres romano-numides aux Ier et IIe siècles apr. J.-C. Castellum Auziense serait à l’origine de la première du cycle des guerres romano-numides dans le centre de l'Algérie et qui s’est achevé par la défaite des Romains en particulier face aux Numides des monts des Caprarienses (Djurdjura), qui constituaient une grande force et puissante tribus fédérée. Il est dit que Firmus, général des Maures en Afrique romaine au IVe siècle s’est révolté contre l'empereur Valentinien II et est vaincu par Théodose l'Ancien grâce au soutien qu'apporte à ce dernier le frère de Firmus, Gildon.
Firmus serait né dans les monts de la Djurdjura (actuelle grande Kabylie). Il est le fils d'un regulus maure et chrétien donatiste, Nubel, et le frère de Gildon et Sammaque. Il se révolta contre les Romains en y soulevant toute la Maurétanie césarienne. Après quelques succès, comme la prise de Césarée de Maurétanie, il fut forcé de se donner la mort en 372 ou 375 après avoir été défait par Théodose l'Ancien, père de Théodose Ier à Castellum Auziense.
L'armée de Théodose était formée par des armées composites, africaines et gauloises, repris en main et ressoudés comme des soldats, en les associant à la défense des provinces et l’armée Romaine. Ces événements furent suivis par le « geste » de Gildon en l’an 397.

### Époque romaine
Les attaques répétées sur Auzia par les Quinquegentanei (« cinq tribus »), une confédération tribale maure qui s'opposa à Rome en Maurétanie Césarienne, incitüremt les Romains à entamer une politique de conquête vers d'autres territoires, car leurs limites frontalières n'étaient pas fixées de façon unanime. Cette initiative permet l'intégration partielle des plaines d'Ain-Bessem et d'El-Hachimia à la structure politique de la ville d'Auzia.
Même si cette dernière est située sur une position facilement défendable, son expansion rapide attire les populations de toute la région. Les Romains fondent donc en 16 av. J.-C. la ville de Castellum Auziens (château d'Auzia), actuelle Ain-Bessem, en deuxième forteresse de renfort militaire après celle de Rapidi (Djouab) et un troisième fort de surveillance à Bouira, dénommé « Castellum Medianum » ou le pays des Isaflenses en raison de l'agitation populaire et du surpeuplement de la ville d'Auzia. Ce choix permettait d'exploiter les terres agricoles de Castellum Auziens (blé, orge, avoine et vins).
Une inscription sur une pierre tombale, retrouvée du côté de Bir-Ghalou, révèle également l'existence de vignobles.
Les Romains font construire plusieurs édifices militaires sans parvenir à réaliser les constructions prévues en raison des attaques répétées des Maures. Cependant, Castellum Auziens prend bientôt l'aspect d'une cité romaine à édifices éparpillés çà et là, sans plan d'urbanisme, ni muraille de défense. La petite bourgade connait une intense activité agricole.
À Aumale, une inscription datée de 261 apr. J.-C. mentionne le nom du chef Faraxen, qui serait peut-être un rebelle quinquagentien ayant conquis Castellum Auziense pour obtenir le contrôle de la totalité de la région des Arribs et aurait installé aux alentours de la ville de Hoche (actuelle Khabouzia), le campement de son armée. Ammien Marcellin mentionne dans son Res Gestæ les terres fertiles de Castellum Auziens.
Une borne milliaire, trouvée par des colons français, et maçonnée dans le mur de l'une portait l'inscription gravée sur pierre calcaire : Limes Prafr Limes Provinciæ Africæ (« limites de la province africaine »)).
La Legio III Augusta dans la région d’Aïn-Bessem
La Legio III Augusta, basée principalement à Lambaesis (Tazoult, à environ 200 km au sud-est d’Aïn-Bessem) à partir du IIe siècle, était responsable de la sécurisation de toute la province d’Afrique proconsulaire, y compris les zones frontalières du limes comme celle autour d’Auzia (Sour El-Ghozlane) et de ses avant-postes tels que Castellum Auziens. Dans le contexte de la révolte de Faraxen au IIIe siècle (vers 261 apr. J.-C.), cette légion aurait été mobilisée pour contrer les insurgés numides, notamment les Quinquégentiens, qui opéraient dans les régions montagneuses et forestières proches d’Aïn-Bessem.
Opérations spécifiques
1. Réponse à la révolte de Faraxen : Faraxen, en prenant Castellum Auziens et en chassant les forces romaines locales, a directement défié le contrôle de la Legio III Augusta. La légion, probablement sous la direction d’un légat ou d’un préfet détaché, aurait déployé une vexillatio (un détachement mobile de quelques centaines à un millier d’hommes) depuis Auzia ou un camp plus proche. Ces unités étaient entraînées pour des opérations rapides en terrain difficile, comme les plaines et contreforts autour d’Aïn-Bessem. La répression aurait impliqué des tactiques de contre-guérilla, visant à couper les approvisionnements des rebelles (notamment les ressources agricoles locales) et à reprendre le contrôle des routes stratégiques reliant Auzia au reste de la province.
2. Maintien du limes :  Castellum Auziens était un maillon du réseau défensif romain dans cette région, reliant les garnisons majeures comme Auzia à des zones plus reculées. La Legio III Augusta y aurait maintenu une présence semi-permanente, peut-être sous forme de petits fortins ou de tours de guet, avec des soldats patrouillant pour empêcher les incursions des tribus berbères. Des inscriptions ou des bornes milliaires (comme celles trouvées près d’Auzia) suggèrent que la légion entretenait aussi les voies romaines, essentielles pour déplacer troupes et ravitaillement rapidement.
3. Interaction avec la population locale : La légion ne se contentait pas de combattre ; elle imposait aussi l’ordre romanisé. À Aïn-Bessem, elle aurait pu superviser l’exploitation des terres fertiles (céréales, vignes) pour nourrir les garnisons et approvisionner Rome. Cela impliquait des relations tendues avec les Numides, qui voyaient leurs ressources accaparées, alimentant des révoltes comme celle de Faraxen.

Vestiges potentiels
Bien que Castellum Auziens n’ait pas été aussi intensément fouillé que des sites comme Lambaesis ou Timgad, des traces de la présence de la Legio III Augusta pourraient inclure :
- Fortifications : Des murs ou des fondations d’un petit castellum, peut-être encore enfouis ou réutilisés dans des constructions postérieures.
- Inscriptions : Des stèles ou plaques mentionnant la légion, similaires à celles trouvées à Auzia ou Lambaesis (par exemple, des dédicaces à des empereurs ou des officiers).
- Matériel militaire : Armes, outils ou céramiques typiques des camps romains, qui pourraient être découverts lors de fouilles ciblées.

Études archéologiques récentes
Malheureusement, les informations archéologiques spécifiques à Aïn-Bessem sont rares dans les sources accessibles à ce jour (8 mars 2025). Voici ce que l’on peut supposer ou explorer :
- Absence de fouilles majeures : Contrairement à Lambaesis, où les ruines du camp légionnaire (casernes, praetorium, arc de Septime Sévère) sont bien préservées, ou à Timgad, classé au patrimoine mondial, Aïn-Bessem n’a pas fait l’objet de campagnes récentes médiatisées. Cela peut être dû à son statut d’avant-poste mineur ou à des priorités archéologiques tournées vers des sites plus monumentaux.
- Recherches potentielles : Des prospections géophysiques (radar à pénétration de sol, magnétométrie) pourraient révéler des structures enfouies à Aïn-Bessem, comme des murs ou des dépôts militaires. Des universitaires algériens, comme ceux de l’Université de Constantine 2 ou du Centre National de Recherche en Préhistoire et Anthropologie à Alger, pourraient avoir des données non publiées sur la région.
- Contexte régional : Des fouilles à Auzia (Sour El-Ghozlane) ont mis au jour des portions du mur d’enceinte romain et des artefacts militaires. Si des travaux similaires étaient entrepris à Aïn-Bessem, ils pourraient confirmer la présence de la Legio III Augusta et préciser son rôle face à Faraxen.

Hypothèses et questions ouvertes
- Échelle de la révolte : Était-ce une simple escarmouche locale ou un soulèvement plus large nécessitant une mobilisation massive de la légion ? L’inscription de 261 apr. J.-C. à Aumale (Sour El-Ghozlane) reste la principale preuve, mais elle manque de détails opérationnels.
- Héritage : Après la répression, la Legio III Augusta a-t-elle renforcé sa présence à Castellum Auziens ou abandonné le site au profit d’autres positions ? La dissolution temporaire de la légion en 238 apr. J.-C. (avant sa reconstitution) pourrait avoir affaibli son emprise dans la région à cette époque.

### Époque numide
La citadelle localisée du côté de Ouled Yazid à 7 km d'Ain-Bessem, aurait servi de prison aux révoltés accompagnant le général Firmus après sa défaite. À l'époque de la première guerre punique, qui éclata en 264 av. J.-C., le général carthaginois Hannibal Gisco aurait installé à Castellum Auziense un bastion avancé destiné au recrutement de mercenaires.
En 21 av. J.-C., Castellum Auziense, Auzia, Rapidum et Tirinadi sont sous les ordres du proconsul de la province d'Africa vetus, en raison du danger des tribus libyques nomades du nord du Sahara sur les provinces africaines de l'Empire. Castelum Auziense est reconvertie en un bastion militaire, plus tard détruit par Balbus et ses alliés Gétules.
Aux temps des Phéniciens, la ville bénéficia du privilège du statut de grand marché à gros bétail. En quête de bétail, les Phéniciens ont étendu leur réseau commercial dans les hauts plateaux, investis par des nomades éleveurs. Castellum Auziens était la plaque tournante du marché animal pour approvisionner les ports d’Icosium, Tipasa et Cherchell.
Par ailleurs, plusieurs pièces de monnaie de Syphax y ont été retrouvées. Durant la campagne de Syphax pour écraser les Massyles, Castellum Auziense fut considéré comme un relais de pause pendant plusieurs mois des trois centuries de soldats envoyés par Rome. Au démantèlement du royaume de Syphax, la région d'Auzia est unifiée au royaume de Massinissa. Après la chute de Carthage, Auzia, Castellum Auziense, Rapidum et Tirinadi, sont occupées de nouveau par les Romains.
En 430, la région subit les attaques répétées des Vandales, de passage dans la région pour la conquête d'Hippone, et des Alains sous le règne de Genséric.
La Legio III Augusta (ou Légion III Auguste) est une unité militaire romaine célèbre qui a joué un rôle clé dans l’histoire de l’Afrique du Nord, notamment dans la région où se situe aujourd’hui l’Algérie, y compris autour d’Aïn-Bessem. Voici une explication détaillée :
Origine et création :
La Legio III Augusta a été fondée sous l’empereur Auguste, probablement autour de 27 av. J.-C., à la fin des guerres civiles romaines. Son nom « Augusta » rend hommage à Auguste lui-même, premier empereur de Rome, et elle faisait partie des légions permanentes établies pour consolider le pouvoir impérial. Cette légion était initialement composée de soldats romains, souvent recrutés en Italie, mais avec le temps, elle intégra des auxiliaires locaux, notamment des Numides et des Maures dans les provinces africaines.
Rôle et implantation :
La Legio III Augusta fut déployée principalement dans la province romaine d’Afrique proconsulaire (qui incluait l’actuelle Tunisie, une partie de l’Algérie et de la Libye). Son quartier général permanent était basé à Lambaesis (aujourd’hui Tazoult, en Algérie), à partir du règne de l’empereur Hadrien (début du IIe siècle apr. J.-C.). Cependant, ses unités étaient dispersées à travers le limes africain, un réseau de fortifications et de camps destiné à protéger les territoires romanisés des incursions des tribus berbères, comme les Quinquégentiens mentionnés dans le cas de Faraxen.
Son rôle principal était :
- Défense territoriale : Elle surveillait et sécurisait les frontières sud de l’empire en Afrique, notamment contre les révoltes des populations locales.
- Colonisation : Elle participait à la construction d’infrastructures (routes, ponts, camps) pour faciliter l’administration et l’exploitation économique des régions conquises.
- Répression des rébellions : Elle intervenait pour mater les insurrections, comme celle potentiellement menée par Faraxen au IIIe siècle dans la région d’Aïn-Bessem.

Contexte lié à Faraxen
Au IIIe siècle apr. J.-C., période où Faraxen aurait agi, la Legio III Augusta était une force bien établie en Afrique romaine. Elle était alors sous le commandement d’un légat impérial et comptait environ 5 000 à 6 000 légionnaires, soutenus par des unités auxiliaires (cavalerie, archers, etc.). Face à une révolte comme celle de Faraxen à Castellum Auziens, la légion aurait probablement envoyé un détachement (vexillatio) depuis un camp proche, comme Auzia (Sour El-Ghozlane), pour rétablir l’ordre. Sa discipline et son organisation supérieure lui donnaient un avantage décisif contre les forces rebelles numides, souvent moins équipées et plus dispersées.
Évolution et dissolution :
La Legio III Augusta connut des hauts et des bas. Elle fut temporairement dissoute en 238 apr. J.-C. par l’empereur Gordien III après avoir soutenu un usurpateur lors d’une révolte interne, mais elle fut reconstituée peu après en raison de son importance stratégique. Elle continua d’exister jusqu’au début du Ve siècle, époque où l’Empire romain d’Occident s’effondra face aux invasions barbares. Ses derniers vestiges sont associés à la défense de l’Afrique contre les Vandales.
Héritage :
Aujourd’hui, des traces de la Legio III Augusta subsistent dans des sites archéologiques comme Lambaesis, où l’on peut voir des ruines de casernes, un amphithéâtre et des inscriptions. Dans la région d’Aïn-Bessem, bien que moins documentée, sa présence est probable via des avant-postes comme Castellum Auziens ou Auzia, où elle maintenait le contrôle romain.
En résumé, la Legio III Augusta était une légion d’élite romaine, pilier de la domination impériale en Afrique du Nord, et aurait été directement impliquée dans la répression de révoltes comme celle de Faraxen.
Faraxen (parfois orthographié Faraxem ou Faraxens), un rebelle numide potentiellement natif d’Aïn-Bessem (alors connue sous le nom romain de Castellum Auziens), voici ce que l’on peut déduire des informations historiques disponibles sur son rôle à cette époque :
Faraxen est mentionné dans une inscription datant de 261 apr. J.-C., trouvée à Aumale (aujourd’hui Sour El-Ghozlane, à environ 17 km d’Aïn-Bessem), ce qui situe son activité au IIIe siècle après J.-C., bien après la période des royaumes numides indépendants (comme celui de Massinissa ou Jugurtha) et sous la domination romaine pleine et entière de la province d’Afrique. Il est décrit comme un chef numide appartenant aux Quinquégentiens, une confédération de tribus berbères semi-nomades connues pour leur résistance farouche à l’autorité romaine. Ces tribus opéraient dans les régions montagneuses et forestières du centre de l’Algérie actuelle, notamment autour des forêts de l’actuelle station thermale de Hammam Fraxa (wilaya de M’Sila), proche d’Aïn-Bessem.
Son rôle historique semble avoir été celui d’un chef rebelle menant une insurrection contre l’occupation romaine. Selon les hypothèses basées sur cette inscription et le contexte régional, Faraxen aurait dirigé une révolte significative dans la région d’Aïn-Bessem et ses environs. Il aurait investi Castellum Auziens, un avant-poste lié à la grande garnison romaine d’Auzia (Sour El-Ghozlane), et réussi à chasser temporairement les forces romaines. Les récits suggèrent qu’il aurait détruit le quartier général du commandement frontalier local, s’emparant des biens de la colonie et prenant le contrôle de la région des Arribs (englobant l’actuelle zone Aïn-Bessem–Bouira). Cette action aurait perturbé le limes romain, la frontière fortifiée censée protéger les territoires romanisés des incursions berbères.
Le contexte de cette révolte s’inscrit dans une période de troubles récurrents en Afrique romaine, marquée par des soulèvements des populations indigènes contre la taxation, l’exploitation agricole et la militarisation imposées par Rome. Les Quinquégentiens, en particulier, sont connus pour leurs rébellions sporadiques aux IIe et IIIe siècles, souvent dans des zones difficiles d’accès comme les massifs forestiers et montagneux. Faraxen aurait donc joué un rôle de résistant local, exploitant la fertilité de la région (notamment sa production agricole et viticole) pour soutenir ses forces, tout en défiant l’ordre romain dans une zone stratégique proche des limites provinciales (Limes Provinciæ Africæ), comme en témoigne une borne milliaire trouvée à proximité.
Cependant, les sources directes sur Faraxen sont rares et fragmentaires, limitées à cette inscription et à des interprétations historiques. Son impact exact reste difficile à quantifier : il a pu représenter une menace locale significative pour les Romains, mais rien n’indique qu’il ait conduit une rébellion à l’échelle de figures comme Tacfarinas (au Ier siècle) ou les chefs maures du IVe siècle. Sa révolte aurait été finalement réprimée, comme la plupart des insurrections numides de cette époque, par la puissance militaire romaine, renforcée par la Legio III Augusta stationnée dans la région.

### Époque des Vandales et des Alains
Sous le règne des Vandale et Alains, la population devait s'acquitter d'une dîme en échange du droit d'être laissée en paix.
Castellum Auziense, par la fertilité de ses terres, fut confiée aux mains de propriétaires alains sous les ordres de Genséric, qui en fit sa capitale administrative. Ils contrôlaient la culture des vignobles et la fabrication des vins, et transportaient directement leurs marchandises au port de Bejaia.
En 534, à la chute du roi Gélimer, des milliers de soldats fuient dans les régions d'Auzia, Castellum Auziense, Rapidum et Tirinadi. La domination byzantine dans la région fut marquée par la résistance des populations locales, ralliés à la cause des Maghraouas sous les ordres d'Isliten, frére d'Ifren.
Contexte général des Vandales et des Alains
Les Vandales, un peuple germanique oriental, et les Alains, un groupe nomade sarmate d’origine iranienne, ont formé une alliance au début du Ve siècle sous la direction du roi vandale Genséric. Après avoir traversé la Gaule et l’Espagne, ils franchissent le détroit de Gibraltar en 429 apr. J.-C. avec environ 80 000 personnes (dont 15 000 à 20 000 guerriers) et s’installent en Afrique du Nord. En 435, un traité (foedus) avec l’Empire romain leur accorde la Numidie et une partie de la Maurétanie, mais en 439, ils rompent cet accord, prennent Carthage et fondent le royaume vandale, qui s’étend sur l’actuelle Tunisie, l’est de l’Algérie et certaines îles méditerranéennes. Ce royaume dure jusqu’à sa chute face aux Byzantins en 534.
La région d’Aïn-Bessem et Auzia sous les Vandales et les Alains
À l’époque romaine, Auzia était une ville numide romanisée, fondée en 33 av. J.-C. par Auguste, et servait de grande caserne militaire dans le centre de l’Algérie. Castellum Auziens (Aïn-Bessem), situé à environ 17 km, était un avant-poste stratégique rattaché à Auzia. Avec l’arrivée des Vandales et des Alains dans la région à partir de 430, ces sites entrent dans une nouvelle phase historique.
1. Passage et conquête :
  - En 430, les Vandales, accompagnés des Alains, progressent vers l’est depuis la Maurétanie Tingitane (actuel Maroc) en direction de la Numidie. Leur objectif principal est Hippone (Annaba), qu’ils assiègent et prennent en 431 après la mort de saint Augustin. La région d’Auzia et Castellum Auziens, située sur leur trajet, subit leurs attaques répétées. Les sources indiquent que cette zone, fertile et stratégiquement positionnée entre les montagnes du Djurdjura et les plaines, est alors un point de passage clé.
  - Les Vandales ne cherchent pas à occuper militairement tous les territoires traversés. Leur stratégie consiste à piller, à neutraliser les résistances romaines et à s’installer dans les zones les plus riches. Auzia, avec son mur d’enceinte et sa garnison, aurait été une cible, mais les fortifications romaines, déjà affaiblies par des décennies de sous-effectifs, n’ont pas résisté longtemps.
2. Administration sous les Vandales et Alains :
  - Après la prise de Carthage en 439, la région d’Aïn-Bessem et Auzia passe sous le contrôle du royaume vandale. Castellum Auziens (Ain-Bessem), grâce à la fertilité de ses terres (céréales, vignes), est confié à des propriétaires alains sous l’autorité de Genséric. Ces Alains, cavaliers nomades réputés, s’intègrent à l’aristocratie vandale et adoptent un rôle administratif plutôt que militaire dans cette zone.
  - Les Vandales imposent une dîme à la population locale (majoritairement berbère et romano-numide) en échange de la paix, une pratique courante dans leur royaume. À la différence des Romains, ils ne maintiennent pas de garnisons permanentes dans des sites secondaires comme Castellum Auziens. Auzia, plus importante, perd son statut de caserne romaine et devient un centre administratif mineur sous supervision vandale.
3. Impact et vestiges :
  - L’influence des Vandales et des Alains dans cette région reste limitée en termes d’héritage matériel. Contrairement à Carthage ou Hippone, où ils s’installent durablement, Auzia et Castellum Auziens ne semblent pas avoir été des priorités. Les fouilles archéologiques n’ont pas révélé de traces significatives de leur présence (pas de nécropoles vandales ou alaines identifiées, par exemple), ce qui suggère qu’ils se sont appuyés sur les infrastructures romaines existantes sans les modifier profondément.
  - Les Alains, moins nombreux que les Vandales, se fondent progressivement dans la population locale ou migrent vers d’autres régions après la chute du royaume. Des tablettes de bois (comme les « tablettes d’Albertini » trouvées plus au sud) montrent que l’administration vandale conserve des pratiques romaines (actes de propriété, fiscalité), mais rien de spécifique n’a été retrouvé à Aïn-Bessem ou Auzia.
4. Fin de l’époque vandale :
  - En 533-534, l’empereur byzantin Justinien envoie le général Bélisaire reconquérir l’Afrique du Nord. Le royaume vandale s’effondre avec la capture de leur roi Gélimer. La région d’Auzia et Castellum Auziens repasse sous contrôle byzantin, mais les Byzantins, comme les Vandales avant eux, se concentrent sur les côtes (Carthage, Béjaïa) plutôt que sur l’intérieur. Les garnisons romaines ne sont plus restaurées, et la zone retombe sous l’influence des tribus berbères locales.

Lien avec la Legio III Augusta
Avant l’arrivée des Vandales, la Legio III Augusta, basée à Lambaesis, assurait la défense de cette région. Au Ve siècle, cependant, cette légion est déjà affaiblie, dissoute temporairement en 238 puis reconstituée, mais avec des effectifs réduits. Face à l’invasion vandale, elle n’a pas pu opposer de résistance significative dans des avant-postes comme Castellum Auziens. Les Vandales exploitent cette faiblesse pour s’imposer sans affrontements prolongés dans l’intérieur.
Réflexion critique
L’histoire traditionnelle présente les Vandales comme des destructeurs (d’où le terme « vandalisme »), mais dans la région d’Aïn-Bessem et Auzia, leur impact semble plus pragmatique que dévastateur. Ils s’adaptent aux structures romaines existantes plutôt que de tout raser, et les Alains jouent un rôle de gestion plutôt que de conquête. Cependant, l’absence de sources locales directes (inscriptions, artefacts) limite notre compréhension. Les récits viennent surtout d’auteurs romains ou byzantins (comme Procope), souvent biaisés contre les « barbares ».

### Époque musulmane
À la conquête musulmane du Maghreb, les populations d'Auzia, Castellum et Rapidum se sont converties à l'Islam.

### Stabilité et liberté du culte
Les Omeyyades se sont installés dans cette région pour une courte durée. La vie quotidienne des tribus et leur système organisationnel restent les mêmes, mais les Dachras perdent un peu de leur autorité au profit des dignitaires nommés par les Arabes. L'armée ommeyade n'a jamais investi les villages et bourgs et restait neutre sans ingérence aucune dans la vie quotidienne des tribus. Cette confiance permit d’enrôler tous les jeunes Berbères pour combattre les troupes de Koceila, supposées être des apostats.
Les Arabes en majorité lettrés ont vite compris la langue locale, l’amazigh. L'apprentissage de cette langue leur permet de rencontrer rapidement l'assentiment des populations locales, qui se sont converties à l'Islam. En plus, la garantie apportée par ces officiers arabes de maintenir l'ancienne organisation des populations sans changer de manière importante leurs traditions mis à part le minimum interdit par le Coran permet d'obtenir leur assentiment. À l’en croire, ces privilèges de l'amitié sont vite devenus des principes rassembleurs à l'armée arabe Omeyyade et ont transformé les tribus de ces régions en vaillants guerriers, capables de défendre et de porter au plus haut degré la puissance des Omeyyades contre les Byzantins. Ensuite, ils se sont ralliés aux Omeyyades que par croyance religieuse pour s'opposer aux troupes de Koceila. Et il est dit que la raison pour laquelle ils se sont révoltés contre Koceila, reposait sur le principe que celui-ci avait abjuré l'islam, s'alliant aux Byzantins alors que les Arribs-Maghrawas sentaient naître en eux une haine contre les Byzantins. Cette haine mordante avait ses profondes racines dans le passé de la région du fait des massacres sur les populations des tribus des Arribs et celles des tribus des monts de Sidi Attaf lors de leur passage dans la région pour la conquête de la ville de Frenda, l'antique bourgade des hauts plateaux, habitée par les tribus zénètes de Banou Ifren, peut-être. Par les bribes de certaines empreintes historiques, il est supposé que les Byzantins auraient emprunté l'itinéraire au sud d'Alger via les monts de Tablat pour atteindre la plaine des Arribs et ensuite prendre d'assaut les Berbères des monts de Dirrah et ceux du Kef Lakhdar (Chellalat El Adhaoura). Puis, ils ont détruit le ksar de Boukhari, investi Thassemsilt (actuelle Tissemsilt) en un lieu de pause avant l'assaut sur la ville de Tiaret. Finalement, toutes les villes sont tombées les unes après les autres, et la ville de Frenda fut le théâtre de violents combats avant de céder aux assauts byzantins. Le VIIe siècle a marqué le début de l'islamisation de la région des Arribs qui a connu plusieurs gouvernances locales et des périodes d'intégration dans les groupements des empires arabes qui se sont succédé. Dans toute la région du Titteri jusqu'à la région de la Hodna, les tribus berbères converties à l'Islam ont œuvré à l'islamisation de ces territoires qui s'étendent de Médéa à Djelfa et de Tablat à M'sili sur une superficie totale de 98 500 km, englobant les wilayas actuelles de Djelfa, Médéa, Bouira et M'Sila. À l'époque omeyyade, la conversion à l'Islam n'était pas forcée, mais ceux qui refusaient étaient sujets à une taxe (Djizya), tandis que les Musulmans payaient la zakât. À cette condition, les Berbères des monts de la Djurdjura se sont révoltés contre les Omeyyades. La région des Arribs, bénéficiant d'une paix durable, se concentrait exclusivement à la construction de zaouïas pour la diffusion de l'Islam. Par contre, il est révélé que le processus de l'arabisation dans la région fut très facile et que l'usage de la langue arabe devint plus répandu dans les plaines et les hauts plateaux. À la succession de plusieurs dynasties, la région des Arribs n'a connu aucune marginalisation en raison de ses habitants, considérés comme Musulmans respectés.

### Époque turque
À partir de 1530, la région des Arribs fut complètement transformée par l'autorité des Ottomans qui ont construit trois (03) postes militaires à :
- Draâ-El-Bordj (Bouira) : Construit en 1576
- Draâ Aicha (Bir Ghbalou) : Construit en1586
- Bordj-Okhriss (Sour El Ghozlane) : Construit en 1612

La stratégie militaire ottomane s’est avérée vaine pour maîtriser la situation sécuritaire dans la plaine des Arribs (Aïn Bessem, Bir Ghbalou, Béni Slimane et Bouira), en raison de l’éloignement des postes de surveillance et du manque d’effectifs. Face à ces contraintes, les Turcs ont été obligés d’adopter une approche diplomatique en entretenant de bonnes relations avec les habitants de la région de Hamza. Pour maintenir la paix, ils ont privilégié pécuniairement les Chouyoukh de certaines tribus, cherchant ainsi à s’assurer leur coopération.
Cependant, cette politique a engendré une grande méfiance envers d’autres tribus, notamment celles de Sidi Khalifa, Ouled Bellil, Maghraoua et Ouled Aiche (Mettenane). Cette tension s’est cristallisée en 1644 avec une émeute marquée par les échauffourées de Ouled Zidane, aux environs d’Aïn Bessem – un récit populaire mais jugé authentique. Bien que de courte durée, cette péripétie a perturbé les relations entre les Ottomans et les Chouyoukhs, posant les bases d’un conflit plus large.
En effet, cet incident a conduit à la guerre de Titteri, opposant les tribus des Arribs, de Mettenane et celles de Sour Ghozlane aux janissaires turcs, l’élite de l’infanterie ottomane. Selon des récits populaires, ce conflit, qui dura près d’une semaine, fut déclenché par une intervention répressive d’un peloton de cavalerie ottomane de Spahis contre la tribu d’Ouled Aïche, affiliée à la confrérie de Mettenane. Cette action militaire a suscité une réaction immédiate : par principe de vengeance, les habitants des douars des Arribs et de Mettenane se sont mobilisés pour déclarer la guerre aux Ottomans. Rapidement, plusieurs tribus de Sour Ghozlane – Ouled Driis, Ouled Ferha et Ouled Khalouf – se sont ralliées aux insurgés, formant une coalition de combattants prête à affronter les forces ottomanes.
La société tribale, divisée en fractions et dominée par des confréries maraboutiques ou des djouads locaux, a amplifié la complexité du conflit. Face à cette escalade, le bey Redjeb, premier bey du beylik du Titteri siégeant à Médéa sous la régence d'Alger, à l’époque du sultan Ottoman Ibrahim Ier (1640-1648), est intervenu personnellement. Il s’est rendu sur les lieux des troubles et a réussi, par des négociations directes avec les Chouyoukhs, à mettre fin aux hostilités une semaine plus tard. Ces discussions ont abouti à un traité qui réduisait l’autorité directe des Ottomans sur les populations de la plaine de Hamza (de Bouira à Berrouaghia), en conférant un rôle prépondérant au conseil des Chouyoukhs dans la gouvernance des tribus. – L'initiative sage du Bey du Titteri visait à préserver la relation d’entente avec ces populations en raison du conflit qui opposait les Ottomans contre le  sultan du Maroc Mohammed ech-Cheikh es-Seghir de la dynastie saadienne (Régne: 1636 à 1655) - Et, le traité conclu entre le Bey et les chefs de tribus des Arribs, de Metenane et de Sour-Ghozlane forcément de peur d’un refus des combattants de ces tribus à s'incorporer dans l’armée Ottomane en cas de besoin.
Cette confiance s'est traduite par de grands privilèges de négoce sans impôts, la libre circulation des marchandises et surtout la non-ingérence des Ottomans dans les tribus dirigées et organisées, chacune par un Cheikh–Imam (lettré coranique) et rattachée directement à un grand conseil tribal régional dont le siège principal se trouvait à Sour-Ghozlane.
Il est dit qu’en majorité les populations de la plaine de Hamza, étaient des agriculteurs et éleveurs, ancrés dans une grande familiarité et bon voisinage entre eux, autorisant les mariages et le droit de s’approprier dans n’importe quelle tribu en rapport aux moyens de l’individu. Le bon voisinage ancestral et qui demeure jusqu’à présent, entre les tribus de Sour-El-Ghozlane, celles d’Ain-Bessem, celles de Bouira, celles de Tablat et de Béni Slimane, relève dans l'appartenance ethnique qu’ils y sont liées profondément par les liens de parenté et de mariage - des tribus homogènes, organisées et entourés par des Chouyyouh à grande éloquence Islamiste et trop influents sur les populations.
Les relations entre les Ottomans et les habitants de la région se sont toujours effectuées dans un cadre de politesse amicale. À défaut d'intimité, de confiance et d'abandon, ils ont établi une relation sans rancune, sans prétention ni curiosité car les conseils tribaux qui avaient toute l’autorité d’agir sans aucune entorse de la part des Ottomans ni celle du Bey du Titteri-Médéa.
Cette relation établie par un traité bilatéral dura presque trois siècles sans heurts. À cette relation de presque confiance totale, en 1691, les Chouyyouks des régions de Ouled-Driss (Aumale), les Arribs (Ain-Bessem), les tribus d'El-Maâouedj (Djouab -Rapidum), les tribus des Ouled Bellil (Bouira), les Bani-Jaad (Tablat) et les tribus de Bani-Lahouas (Sidi yahia -Souk-El-Khmiss) ont ajouté l'incorporation de centaines de jeunes guerriers dans les contingents militaires du centre en renfort à l'armée du Dey Chaabane pour la protection des frontières de l'ouest des assauts du sultan Marocain (récit chanté lors des fêtes).

### Époque coloniale
À l'époque de la colonisation de l’Algérie par la France, le village d'Ain Bessem n'a été investi qu'après 15 ans, en plein hiver de 1847 (décembre) sur l'ordre du Duc d'Aumale, fils de Louis-Philippe, nommé Gouverneur général de l'Algérie (septembre 1847-février 1848).
La chute d'Ain-Bessem ne fut que de courte durée en raison d'une faible résistance de petits groupes d'auto-défense, supposés au nombre de 325 hommes, issus d'une population estimée à moins de 2 500 habitants, en majorité des enfants, des femmes et des vieillards.
Le village a été investi après un siège de onze jours par le corps d'armée français, dépêché du poste militaire d'Aumale. Les résistants presque désarmés, disposant seulement d'épées, de haches et quelques fusils à silex et fusils à capsule de fulminate de mercure, ont fui dès les premières attaques du contingent français, les massacres à grande échelle, perpétrées par l'armée française pour regagner les montagnes de Z'barbar et de Soufflât (actuelle Commune d'El Mokrani) pour échapper aux représailles des soldats français. La chute d'Ain-Bessem eut lieu après celle d'Auzia, colonisée plus tôt 1845. La ville romaine d'Auzia (romaine) connue avant à l'époque turque de Sour-El-Ghozlane a été choisie pour sa position géographique (située aux portes du Sahara) pour l'installation du premier poste militaire français. Ain-Bessem fut rattachée administrativement à la commune d'Aumale en 1851 avec en prime l'affectation d'une cinquantaine de colons espagnols, installés définitivement en tant que propriétaires fonciers. Le nom actuel d'Ain Bessem a été maintenu administrativement à l'appellation, en cause, il est dit que phonétiquement le mot composé Ain-Bessem n'était pas difficile à prononcer par les Français.
L'idée nationaliste et indépendantiste trouve son origine à l'époque des années 1920, lorsque l'émir Khaled fonde, en 1919, le Mouvement pour l'égalité ou la réforme. Il met un programme en place pour revendiquer l'égalité entre Algériens et Français. Dès 1922, il sillonna plusieurs régions du centre algérien dont la région des Arribs (Ain Bessem). Sa visite à la ville d'Ain-Bessem coïncidait avec sa démission de son poste d'élu, affirmant par là l'impossibilité des Musulmans à faire entendre leurs voix. L'Émir Khaled est vite accusé d'agitation politique démagogique, entraînant une décision de l'administration française qui offre à l'Émir deux choix : « ou l'internement administratif dans un poste de l'extrême sud ou le départ volontaire de l'Algérie ». En réalité, son passage à Ain Bessem et Bouira a fourni l'étincelle par excellence au réveil nationaliste des habitants de la région de Hamza.
À la fin de 1937, juste après la création du Parti du Peuple Algérien (ou PPA) fondé le 11 mars 1937 par Messali Hadj, après l'interdiction de l'Étoile nord-africaine (ENA), la première cellule du PPA est créée, composée de plusieurs activistes : Mihoubi Brahim (horloger - Chahid tombé au champ d'honneur), Kourdali Messaoud (cordonnier), Ait Youcef Arezki (commerçant), Rezig Belkacem (commerçant), Saâdani Loucif (chauffeur de camion), Harkat Sakkak (cordonnier - Chahid fusillé en 1958), Chettar Saâdallah (commerçant), Ammar El-Hadi (vendeur, pharmacien), Larek Mohamed (alias Dekriche), fils et petit fils de benguerrah (infirmier/adjoint technique de la santé/énarque), Mebarki Belkacem (forgeron), Zerrouki Abdelkader (commerçant, activiste de l'OS, Chahid tombé au champ d'honneur) et Kermia Ahmed (agriculteur).
En date du 19 septembre 1944, les activistes PPA relevant de la cellule PPA Ain-Bessem organisent un meeting populaire au square de la ville d'Ain-Bessem en présence de Messali Hadj. Un bouquet de fleurs lui a été remis par Mihoubi Houria, âgée de 10 ans, sœur de Mihoubi Brahim. Dès 1946, des activistes de la cellule PPA d'Ain-Bessem, sont arrêtés. Il s'agit de Mihoubi Brahim (condamné à 6 ans, prison de Bossuet-Béchar), Rezig Belkacem (5 ans, Prison de Serkadji, Alger, ex-prison de Barberousse), Saâdani Loucif (2 ans, Prison de Berrouaghia), Larek Mohamed (alias Dekriche), fils et petit fils de benguerrah (2 ans de prison, camp de concentration de Sidi Ali dans la région du Dahra), Zerrouki Abdelkader (3 ans, prison de Bettioua).

## Économie

### Agriculture
L'agriculture est un secteur économique important de la commune avec 13 400 hectares de terres réservées à la céréaliculture, 3 500 ha exploitées pour les maraîchages et 640 ha de vergers. Toute l'économie reposant sur le périmètre irrigué assure plus de 25 000 emplois indirects et 25 000 emplois directs (répartis sur deux saisons : février-juin et août-décembre). La région est animée par deux campagnes agricoles. Le périmètre des Arribs est un élément du vaste système hydraulique prévu par l’État durant les années 1980. Il est dénommé « périmètre des Arribs » en rapport à son implantation dans la région des Arribs. Lors de sa création en 1986, il englobait non seulement la commune d’Ain Bessem, mais également plus de 600 hectares dans la commune de Bir-Ghabalou, et plus de 655 hectares dans la commune de Raouraoua. Il est de forme trapézoïdale sur une superficie de 2 238 hectares irrigables, et s’étend à l’ouest jusqu’à bir-Ghabalou, au nord-est jusqu’à Ain-Bessem et à l’ouest vers Raouraoua. Au sud, il touche le bourg de Ouled Amar.
Il s’agit d’une création artificielle couvrant un peu plus de 5 km2. Ce périmètre a ensuite, en 1988, été réduit de 38 hectares en raison de la situation géographique de cette superficie irrigable (38 ha) située dans une zone dépourvue d’équipements hydrauliques, c'est-à-dire hors périmètre classé et équipé.
Actuellement, le périmètre des Arribs est subdivisé en trois secteurs : secteur 1, secteur 2, lui-même subdivisé en deux sous-secteurs et dont fait partie le sous-secteur 2. Le périmètre des Arribs est un espace géographique relevant d’une administration située dans la ville d’Ain Bessem, dont il a toujours subi l’influence politique et économique suivant qu’on s’intéresse aux espaces sociaux, à la géographie et à l’irrigation. La plaine des Arribs proprement dite figure comme le territoire compris entre Ain-Bessem et Bir-Ghabalou.

#### Contraintes et possibilités du milieu naturel
Au-delà de l'enceinte de la ville à l’ouest et au sud, la commune compte deux grands espaces agricoles situés à la limite des frontières de la « zhun » (zone d'habitat urbain nouvelle en Algérie), aménagée en 1987 pour composer les périmètres irrigués des Arribs sur une superficie totale de 2 200 ha partagés en commun par les communes voisines Bir-Ghbalou et Raouaroua. À l’est, on trouve aussi les terres fertiles à vocation céréalière sur une surface plate qui s’étend d'Ain Bessem à Aïn Laloui (1 846 hectares) et au nord, les terres supposées être les plus fertiles (1 890 hectares) au vu du rendement important des céréales, et qui s’étendent de la fraction d’El-Maâchia jusqu’à Ain-Hadjar. La commune est couverte à 32 % de montagnes boisées naturellement (pin, sapin, eucalyptus, chêne vert, frêne, houx, hêtre, orme, peuplier tremble et châtaigne).
Par contre, la commune d’Ain-Bessem à elle seule compte plus de 12 000 hectares (dont un quart de forêts) dont 2 200 hectares affectés en 1988 à la réalisation d'un grand périmètre irrigué, spécialisée dans la culture maraîchère où la pomme de terre domine toutes les cultures - un espace aménagé et doté d'un réseau hydraulique ramifié à mode aspersion, desservi par une station de pompage située en aval du barrage Lakehel. Le périmètre irrigué est presque dépourvue d'habitations, si ce n'est la présence de petits bourgs qui s'éparpillent çà et là à travers sa grande superficie, à l'image des bourgs d'Ouled Zidane, de Tararfa, d'ouled Amar, la Ferme des Arribs et la ferme Hamza. Toutes les terres foncières appartenaient à l'État, mais ce dernier les a distribuées en 1989 sous forme d'exploitation collective (E.A.C).
Bien que l'exploitation maraîchage soit si importante du point de vue rentier, plus de 3 700 hectares sont réservés exclusivement aux céréales. Les parcelles privées ne représentent que 11 % des terres sur les 12 900 ha où on compte aussi la présence de quelques vergers, dominés par les oliveraies, estimées à moins de 720 ha. Dans la partie nord de la Commune, se trouvent les monts d'Ouled Brahim, appelés massif de Mettenane, font partie des chaînes de montagnes de Z’barbar, à la frontière de la wilaya de Boumerdès par Kaddara, et les montagnes de Tablat par les monts de Maala. Le point culminant du massif (930 m) est à Sidi Attaf. Le caractère des montagnes est constitué de versants raides. Les populations y pratiquent l’apiculture, l’aviculture, l'arboriculture (Oliveraie), l’élevage bovin et ovin et les quelques surfaces agricoles sont utilisés en jardins potagers ou à la culture d'orge et d'avoine. À l’ouest, le plateau est de forme tabulaire allant de Ouled M'hia jusqu’à El-Aouakla. Il se caractérise par une formation de talus d'altitude peu élevée, où les cours d'eau (oued lakehel, oued Khmiss et oued Khebathna) sont encaissés dans l'Oued Lakehal et acheminés vers le barrage de Tilsdit (capacité : 162 millions m3). Comme le plateau est d'une grande surface agricole estimée à plus de 34 500 hectares y compris les territoires des communes d'Ain-Laloui et Ain Hadjar, la pratique les cultures céréalières telles que la culture de maraîchages y représente moins de 1 000 hectares en rapport au taux de pluviométrie que cela offre une abondance des eaux, garantissant l’exploitation durant la saison (mars-juin) par le moyen de fosses de récupération d’eau, creusées sur les lits des Oueds. Au mois d’août, ces oueds sont asséchés. Dans cette région, on pratique aussi à grande échelle l’élevage bovin et ovin (Goura, Ouled M’hia, Rouiba, Sidi Khaled et Sidi Zouikia) ; de ce fait on trouve en abondance du lait caillé distribué gratuitement. Par contre, dans la région des Arribs du côté de Bir Ghbalou et Beni Slimane, les terres sont très fertiles mais réservées exclusivement aux céréales.

### Relance économique
La dynamique commerciale engendrée après la construction du barrage Lakhel en 1986 a permis la réalisation d'un périmètre irrigué d'une superficie de 2 300 ha. La production des maraîchages en grande quantité a contribué à la baisse partielle du taux de chômage par la création d'emplois directs et indirects.
La ville d'Ain Bessem a connu une relance économique dès 1992, freinée ensuite pendant une dizaine d'années à cause de la décennie noire. Une fois les conflits calmés, la ville s'est redynamisée avec l'arrivée de nouveaux agriculteurs venus des wilayas limitrophes. Spécialisés dans la culture maraîchère et profitant des conditions normalisées de l'irrigation dans un périmètre affecté aux grandes cultures, ils sont parvenus à des rendements jugés particulièrement encourageants[réf. nécessaire] :
- Variété Spunta = 450 Qx/Ha ;
- Variété Timate (B) = 410 Qx/Ha ;
- Variété Nicola (B) = 380 Qx/ Ha ;
- Variété Désirée = 360 Qx/Ha ;
- Variété Fabela = 380 qx/Ha.

D'autres variétés sont exploitées comme Diamant (B), Atlas (B) et Bartina mais leur rendement est moyen, et en nette régression en raison du manque de vulgarisation des services techniques agricoles pour les intrants appropriées.
Concernant la culture céréalière, elle dispose de la plus grande aire de stockage de blé à l’échelle nationale, pour une capacité totale de 1,3 million de tonnes à stocker dans trois immenses docks et les 32 grands silos de la SN SEMPAC.

### Zone urbaine
La population de la commune est urbaine à 87 %. Les habitants sont concentrés dans les villes en raison de l'exode rural massif des années 1990 et à cause du manque d'emploi (chômage).
La ville présente une forme rectangulaire. La plupart des voies sont tracées en boulevards et l'alignement des immeubles est de hauteur égale le long d'avenues bordées d'arbres (mûriers, ormes, platanes etc.). Le centre d'Ain-Bessem se distingue par son square, ses deux mosquées et une église catholique datant de 1872 (aménagée en bibliothèque municipale).
Intérieurement, Ain-Bessem est délimitée par la ZHUN (zone urbaine) prescrite en 1981. Son extension, d'une superficie de 1 km2 sur toute sa périphérie, a permis de réaliser plusieurs projets : un hôpital de 250 lits, 600 logements AADL (en cours de construction), les lycées Mokrani (1996) et Technicum (1992), la piscine semi-olympique de 2500 places (2013), la salle omnisports de 5000 places (2003), la Zaouïa Coranique (2014), le collège Kamel Joumblatt (1984) et le lotissement Aradh Salah.
La ville dispose d'un réseau d'assainissement réalisé en 1871.
Selon les règles strictes de l'urbanisme, les limites de hauteur des bâtisses sont fixées à trois étages. Aujourd'hui, les nouveaux bâtiments sont soumis à hauteur maximale autorisée de 30 m dans les nouveaux quartiers, comme le lotissement Aradh Salah (250 villas), le lotissement de la polyclinique (200 villas), le lotissement Souk-El-Fellah (180 villas) et le lotissement du social (172 villas).
À l'est de la ville, le colonialisme français a construit dès 1946 la caserne du 410e RAA, composé de tirailleurs sénégalais et de Congolais. Cette caserne a servi à la torture à grande échelle et l'exécution sommaire sans procès de plusieurs activistes algériens durant la guerre d'Algérie. Aujourd'hui, elle a été remplacée par un lotissement de 120 logements.
À l’ouest se trouvait l'hippodrome des courses au trot organisées par les colons, qui a ensuite été aménagé en stade communal à partir de 1932. Aujourd'hui se trouvent à cet endroit une école primaire, des maisons d'habitations et une polyclinique.
Au sud-est se trouvait aussi le camp de concentration de Z’Mala. Un espace de 8 ha y a été aménagé exclusivement pour les familles des ouvriers des fermes coloniales. Sa construction date de 1906.
La ville urbaine s'étend aujourd'hui sur une superficie totale de 2 600 ha répartis suivant un alignement urbaniste précis et reconnu comme l'un des plus perfectibles des villes algériennes. L’aménagement est effectué suivant la conception d’îlots d'habitation, identiques à tous les mesurages au nombre de 510 ilots de 4 ha chacun dans trois lots de 4 ha initialement (1872) érigés sur une superficie de 240 ha composée de 60 îlots de 4 ha avec deux grands espaces libres de 4 ha situés en plein centre de la ville et dont l’un abrite le square (jardin public) et l’autre est réservé en particulier à l'aménagement artistique ou utilitaire dans cette place.

## Urbanisme
Actuellement, Aïn Bessem se divise en seize (16)  quartiers : le centre-ville, Ain-Bouakkaz, Entrawibo, Ecotec, Zmala, les tours, Bhaîr, Doublay, El-Qaria, Aradh Salah, Social, Souk El-Felah, 410, Commando, le quartier de la Polyclinique et la cité (actuel édifice du nouveau palais de Justice).
Aïn Bessem dispose d'un plan d’urbanisme établi en jumelage et tiré du plan initial de la ville française d’Orange. La construction de la ville débute en 1868 comme un projet supposé être de la conception de Prosper de Chasseloup-Laubat, qui visita l’Algérie en 1859, dans le cadre de l’étude de la question des ports de refuge à ouvrir sur le littoral algérien. Il chargea en 1868 son ministre des travaux publics, Edmond Valery Gressier, suivi par Pierre Dorian, de concrétiser ce projet. Mais la plus importante participation active à la réalisation de ce projet finalisé en 1884, est l’œuvre de Désiré-Jules Lesguillier, sous-secrétaire d'État aux Travaux publics (Gouvernement de Léon Gambetta) qui prélevait d’importantes sommes d’argent de la construction des lignes de chemin de fer en Espagne pour le projet Aïn Bessem.

### Quartier d'Ain-Bouakkaz
Au milieu de la plaine des Arribs, Ain-Bouakkaz constitue le cœur historique de la ville. La création de ce quartier populaire date de 1868, à la suite de la décision portant création du village administratif d'Aïn Bessem, destinée à organiser une centaine de colons, installés en propriétaires fonciers où chacun d'eux disposait d'une superficie moyenne de 280 ha.
Le baraquement de Ain-Bouakkaz fut créé exclusivement pour contenir les familles indigènes des travailleurs et ouvriers choisis pour la réalisation du projet de construction du nouveau village dans la plaine des Arribs.
Des centaines de familles actuelles sont issues des tribus des Arribs (Ouled Amar, Khebathna, Deghafla, Beni Slim et Sidi Khelifa) ainsi des tribus de Mettenane (Sidi Yahia, Chellala, ouled Brahim, Beni M'sil, Rouabia et El- Khellalda).

### Sociologie urbaine
Le nombre d’habitants d’Aïn Bessem est passé de 26 780 habitants en 1985 à plus de 43 000 habitants en 2014.
La hausse des prix de l'immobilier explique que la ville est en train de subir une grande mutation. Tout le foncier en héritage est mis aux enchères en raison des conflits familiaux, provoquant un exode massif des familles vers d’autres villes, remplacée progressivement par de nouveaux locataires.
La commune possède une proportion de classes sociales élevées par rapport à d'autres villes, mais sa sociologie reste en réalité très contrastée. Plus de 2 900 emplois sont dans le secteur étatique. Il y a 3 100 commerçants et 5 000 personnes travaillent dans l'agriculture. Le taux de chômage est de 9,4 % ; l'absence d'emploi touche en priorité les diplômés universitaires et les jeunes de moins de 23 ans.
Les revenus réels des Ain-Bessemois sont très inférieurs à leurs revenus nominaux : le coût de la vie est élevé par les factures d'électricité, de gaz et d'eau et surtout les produits alimentaires. En parallèle, la vie continue d'être difficile car certains types de denrées coûtent plus cher à Ain-Bessem.
Les marchés sont monopolisés par de riches agriculteurs. 30 % des ménages sont à faible revenu, 25 % des commerçants à moyen revenu et 45 % des ménages à revenu important. Il y a très fortes disparités de revenus au sein même de tous les quartiers.
Globalement, Ain-Bessem se classe parmi les Daïras algériennes aux seuils de revenus moyens (135e rang / 540 Dairas). On y constate également depuis 1996, la création d'un bidonville d'une trentaine de baraques, auprès du cimetière El-Ghorba, construites durant la décennie noire (1992/1999) par des familles pauvres venant des zones rurales. Les nouveaux lotissements concentrent plus de 34 % des ménages en bonne situation. Certains quartiers, comme celui d'Ain-Bouakkaz, les Jardins et El-Karia, cumulent toutes les difficultés sociales : échec scolaire, chômage élevé ou encore santé déficiente.
Certains quartiers se caractérisent par des regroupements communautaires : le quartier d'El-Karia a la particularité de réunir une importante communauté de la tribu d'El-Ouhadia.

### Logements
En 2012, le nombre total de logements dans la commune est de l’ordre de 9971. L'ancienne ville (fondée en 1865) compte presque 5710 logements. Les « Nouveaux logements » (construits entre 1970 et 2014) regroupent 4261 logements répartis comme suit :
- Les lotissements de la polyclinique : 200 villas),
- Cité Senoussi Ali : 180 villas,
- Ferme Haicheur Ali : 65 villas,
- Commando et Lotissement Social : 412 logements
- Cité Tali Ali : 100 logements,
- Cité Bengharabi : 100 logements,
- Aradh Salah : 250 villas,
- Les logements sociaux : 970 logements,
- Kermia Belkacem : 320 logements,
- Bachir Said : 280 logements,
- Z’Mala : 230 villas,
- Les tours : 280 logements,
- Bahaîrali : 270 logements,
- El-Karia : 80 logements,
- Les Jardins : 170 maisons,
- L'hôpital : 152 logements,
- Le cimetière El-Ghorba : 112 logements,
- Logements non achevés (85 %) : 70 logements LPA,
- Logements non achevés (68 %) LPP,
- Logements sociaux (75 %) : 220 logements (Côté de l'abattoir),
- Projet AADL : 320 logements (Sempac),
- Projet : 120 logements (la Cave).

Parmi ces logements, 84,7 % sont des résidences principales, 8,5 % des résidences secondaires ou locatives et 6,8 % des logements vacants.
Tous les logements attribués dans le cadre social sont confiés aux propriétaires par acquisition auprès de l'Office de la promotion et de la gestion immobilière (OPGI). Ils ne possèdent en majorité que deux ou trois pièces, moins 25 % sont de type F4 ou F5 (4 et 5 pièces).
Le logement social représente un peu plus de 51 % du parc immobilier urbain, mais ce taux moyen cache de fortes disparités dans sa répartition. Les quartiers périphériques totalisent 100 % des logements sociaux de la ville. La proportion comptabilisée en 2013 révèle un manque de 1820 logements pour faire bénéficier tous les demandeurs sociaux enregistrés au niveau de l'Assemblée populaire communale. La rotation des locataires est faible en raison du niveau élevé des prix de la location. De nombreuses associations de quartiers œuvrent pour trouver des solutions aux mal-logés et à la précarité de personnes sans logement. Actuellement, Ain-Bessem est la deuxième ville la plus chère dans la wilaya de Bouira en ce qui concerne les prix de logements : F3 = 6 740 000 dinars, soit environ 44 933 euros.

## Administration

### Statut durant la période de la colonisation française
Un décret du 7 janvier 1883 crée les justices de paix d'Aïn Bessem et de Tablat. La circonscription du canton judiciaire d'Aïn Bessem est modifiée par un autre décret daté du 3 septembre 1897.
À partir du 14 septembre 1906, le village d’Ain-Bessem bénéficia du statut spécial de « Délégation communale » jouissant juridiquement de la qualité de canton judiciaire, regroupant les fractions indigènes du douar Talahlou, douar de Maghraoua, douar Sidi Khalifa, douar El-gharaba, Bir-ghbalou, et le canton judiciaire de Tablat, suivant l'ordonnance du 10 août 1834 proclamant la justice en Algérie, terre française.
De 1906 à 1932, la délégation communale d’Ain Bessem faisait partie des territoires du département d'Alger, rattachée administrativement à la Commune mixte d’Aumale (actuelle Sour El Ghozlane).
Entre 1912 à 1930, son statut territorial reste administrativement officieux, généralement sous contrôle militaire, en raison de la centralisation des pouvoirs administratifs français au niveau d’Alger et en raison d'un projet agricole (1919-1926) visant la constitution d’un grand vignoble de 25 000 ha en vue de l'exportation de vins vers l'hexagone.
En 1932, Ain-Bessem fut reconnue commune mixte, relevant du département d'Alger et rattachée à la commune d’Aumale, suivant la loi de 1875 réorganisant les territoires civils.
La même année, le siège de la Mairie fut construit, et un conseil communal de régime transitoire, composé de huit conseillers élus par les colons, de confession chrétienne et influents (propriétaire terrien ou commerçant), et présidé par un officier militaire français, fut mis en place.
Le décret du 28 juin 1956 porta suppression des communes mixtes et généralisation des communes de plein exercice. Ain-Bessem accéda alors au statut de commune de plein exercice.

### Statut après l'indépendance
À partir du 5 juillet 1962, date de l’accession de la République algérienne à l'indépendance, Ain-Bessem, qui comptait moins de 8 500 habitants selon le fichier de population établi au mois de décembre 1961 par les autorités coloniales et qui servit de fondement juridique au recensement général de la population réalisé en 1966 par l’Office des statistiques, accéda officiellement au nouveau statut de Commune en application du décret 63-189 du 16 mai 1963, premier texte officiel de l'État algérien réorganisant les communes issues de la colonisation française.
Elle relevait du département de Titerri, renommé en 1968 wilaya de Médéa, conformément au décret 63-189 qui confirmait le maintien des quinze départements algériens. La commune d’Ain-Bessem fut rattachée territorialement à la sous-préfecture de Sour-Ghozlane.
Elle maintint le statut de commune jusqu’en juillet 1974, date à laquelle eut lieu le second redécoupage territorial visant la réorganisation des wilayas et des communes, fixé dans l'ordonnance no 74-69 du 2 juillet 1974 définissant la nouvelle géographie du territoire algérien avec création de 18 nouvelles wilayas, ce qui portait leur nombre initial de quinze (15) à trente et un (31). La ville relevait dès lors de la wilaya de Bouira et accédait le 10 novembre 1974 au rang de Daïra. Sa population s'établissait en 2002 à 36 830 habitants.
Depuis 2012, la Commune d’Ain-Bessem est dirigée par une Assemblée Communale, présidée par un micro-parti, le Parti du Renouveau Algérien (PRA), majoritaire et détenant 11 sièges sur les 19 prévus. Le FLN en possède 5 et le RND 3. Le conseil communal de l'Assemblée populaire communale est présidé par le maire Omari Ahmed, ingénieur d'État agronome.

### Liste des maires
Avant 1932, la ville d’Ain-Bessem ne disposait pas d'un statut de commune. Elle relevait de la commune d’Aumale dans le département d'Alger. Elle ne jouissait que du rôle de circonscription administrative, dirigée par un délégué communal, désigné à partir de la Commune d’Aumale (actuelle Sour el Ghozlane), chargé de l’ensemble des services administratifs assurant le fonctionnement de la collectivité territoriale, organisée dans un édifice situé en plein centre de la ville, exactement en face de la petite mosquée. Cette organisation administrative est financée principalement par des rentes de prélèvements fiscaux ; son budget alloué est autorisé suivant la répartition budgétaire de la Commune d’Aumale. En général, le délégué communal est désigné chef des agents, chargés des différentes tâches dans le cadre de l’organisation du nettoiement, l’hygiène, l’urbanisme, le service forestier, la voirie et tous les besoins en général des habitants.
| Début | Fin  | Nom                 |
| ----- | ---- | ------------------- |
| 1904  | 1907 | Albert Couteron     |
| 1908  | 1910 | Gabriel Demol       |
| 1910  | 1915 | Hervé Ferrer        |
| 1915  | 1922 | Cédric Aubey        |
| 1922  | 1926 | Olivier Deuze       |
| 1926  | 1928 | Jean-Pierre Douchez |
| 1928  | 1930 | Bruno Clerc         |
| 1930  | 1932 | Joseph Cretier      |

À partir de 1932, la ville connut de grandes extensions urbanisées, ajoutées à une croissance démographique accélérée à l’arrivée de centaines de colons italiens, émigrés et favorisés par la présence d’un Italien en un grand propriétaire terrien connu sous le nom d'Emile Bastianito, qui devint ensuite le maire de la commune à partir de 1934. Deux ans auparavant, Ain Bessem obtint le statut de commune. Son siège fut érigé en 1932 par un entrepreneur désigné du Nom de Marcella. La première élection communale a eu lieu au mois d’avril 1932. Un propriétaire d’une boucherie désigné du nom d'Alain Creuset est élu à l’unanimité par suffrage direct des notables de la ville.
| Début | Fin  | Nom              | Étiquette                              |
| ----- | ---- | ---------------- | -------------------------------------- |
| 1932  | 1936 | Alain Creuset    | Parti socialiste communiste            |
| 1936  | 1940 | Marcel Mourgue   | Parti socialiste ouvrier et paysan     |
| 1940  | 1944 | Émile Bastianito | Alliance démocratique                  |
| 1944  | 1948 | Émile Oustaint   | Rassemblement du peuple français (RPF) |
| 1948  | 1952 | Berty Pich       | RPF                                    |
| 1952  | 1956 | Dominique Suart  | RPF                                    |
| 1956  | 1961 | Maurice Bertini  | Parti socialiste autonome              |

En général, les maires élus faisaient partie directement Rassemblement du peuple français (RPF), mouvement politique fondé par le général de Gaulle le 14 avril 1947 en une sorte de barrage à l’avancée du Parti du Peuple Algérien (PPA) fondé par Messali El-Hadj, mouvement nationaliste qui prévoyait l’union algérienne (12 novembre 1947). Le leader nationaliste fort peu apprécié par le de Gaulle a été interdit de séjour à Paris. Le 13 octobre 1946, Messali Hadj rentre à Alger et effectue une visite à Ain-Bessem où il tint un rassemblement au mois de novembre 1948 dans le square de l'église d'Ain-Bessem, peu avant son retour en France au mois de décembre 1958 où il fut arrêté puis interné à la prison de Belle-Île-en-Mer.
Le meeting d'Ain-Bessem fut organisé par plusieurs cadres locaux du PPA à l’image de Mihoubi Brahim (martyr), Rezig Belgacem (vivant), Kourdali, Saidani Belgacem, Abdelkader Bouznad (participants actifs à la manifestation du 1er mai 1945 à Alger).
A priori, la création du RPF visait à mettre en œuvre le programme politique exposé dans le discours de Bayeux, un programme d’action prévoyant même le cas de figure de l’intégration par la force l’Algérie à la France, de peur de la montée du nationalisme algérien, enclenché par le mouvement clandestin du Parti du Peuple Algérien (PPA) malgré son interdiction politique en 1939. Le Président du parti dissout crée un nouveau Parti du Mouvement pour le triomphe des libertés démocratiques (MTLD) de Messali El-Hadj dont la fonction fut d’assurer une succession légale au PPA. L’initiative du général De Gaulle qui allait dans le sens de contrecarrer la montée des pro-liberté de l’Algérie visait à l’élimination physique de certains activistes algériens et à l'intimidation des autres pour leur éviter de force à réfléchir à une quelconque idée d’indépendance en s’appuyant en priorité sur les idées, censées être logiques pour la France, du parti de Ferhat Abbas, qui préconisait l'obtention d’une grande liberté pour les Algériens sans rupture avec la France. Malgré une forte répression, l'idée d'une Algérie libre et indépendante prit de l’ampleur dans les esprits des populations algériennes et surtout les intellectuels algériens adhérèrent en masse à ce mouvement pro-liberté de l’Algérie avec pour but la rupture pure et simple avec la France.
À l’indépendance de l’Algérie, le premier maire arabe est nommé à partir du mois de décembre 1962 en la personne d'Ahmed Kermia, agriculteur :
| Début | Fin      | Nom                                               | Étiquette     |
| ----- | -------- | ------------------------------------------------- | ------------- |
| 1962  | 1964     | Ahmed Kermia                                      | FLN           |
| 1965  | 1976     | Said Bouziane                                     | FLN           |
| 1976  | 1979     | Abderrahmane Larbi                                | FLN           |
| 1979  | 1981     | Mohamed Chemlal                                   | FLN           |
| 1981  | 1985     | Rabah Grine                                       | FLN           |
| 1985  | 1988     | Said Matari                                       | FLN           |
| 1988  | 1991     | Rabah Benazouz                                    | FLN           |
| 1991  | 1992     | Saâd Moulay                                       | FIS (dissout) |
| 1992  | 1996     | Rabah Benazzouz (délégué communal)                |               |
| 1996  | 1999     | Moussa Kaci (délégué communal)                    |               |
| 1999  | 2002     | Rabah Benazzouz                                   | RND           |
| 2002  | 2005     | Boualem Maouche2005                               | FLN           |
| 2005  | 2012     | Mohamed Nouri                                     | FLN           |
| 2012  | 2012     | Guechou Boualem (démission pour raisons de santé) | PRA           |
| 2012  | 2017     | Ahmed Omari                                       | PRA           |
| 2017  | 2018     | Mohamed Nouri (en convalescence)                  | RND           |
| 2018  | 2019     | Boudjemaâ Benmahfoud                              | RND           |
| 2019  | 2022     | Bellal Tayeb                                      | FLN           |
| 2022  | en cours | Bensalem Dadou                                    | FLN           |

## Services publics

### Alimentation en eau
L'alimentation en eau potable est assurée par l'agence de L'Algérienne des eaux. Elle dispose d'un grand réseau alimenté à partir du barrage Lakhal (Capacité : 30 hm3) à travers une station de pompage et une conduite de refoulement de 500 mm de diamètre. L'eau est disponible en continu dans chaque maison abonnée. En parallèle, il se trouve que toutes les maisons de la commune d'Ain-Bessem sont dotées chacune d'un ancien puits familial, des puits utilisés et entretenus par les services communaux d'hygiène, urbanisme et nettoyage, qui chaque début de l'année distribuent des briques hygiéniques aux habitants.

### Transports en commun
La ville d'Aïn Bessem dispose d'un réseau de lignes de bus et de minibus, desservant 10 lignes, et un mode de transport taxi-locatif sur 4 lignes (Bouira, Sour-El-Ghozlane, El-Hachimia et Bir-Ghbalou). La ville était anciennement reliée à la ligne de chemin de fer Alger-Sour El Ghozlane via Bouira, Ain-Bessem, Ain-Hadjar (Aboutville) et Ain-Laloui (Bertille), supprimée en 1935 pour des raisons économiques, selon des archives de l’époque coloniale.
Le parc automobile est estimé à plus de 2813 voitures. La circulation routière dans la zone urbaine est facilitée par des artères spacieuses (14 m de large), tracées aux temps du colonialisme. Le stationnement est difficile dans la quasi-totalité des rues, à cause du non-respect des positions bimensuelles autorisées au stationnement. La commune a ouvert plusieurs espaces de stationnement aux taxis de location et un espace de stationnement pour bus, prévoyant la construction d'une gare routière. Cinq agences de location de voitures en libre-service de courte durée, sont ouvertes.

### Voirie
Aïn Bessem compte 60 voies publiques. La plus large (1 650 m de long et 14 m de large) est la rue Rabah Dermouche. La rue la plus étroite (largeur minimale 5 m) est celle nommée d'après le chahid Sâad M'Sili. La plus longue (2 520 m) est la rue colonel Si M'Hamed, mais la rue Commandant Si Lakhdar est la rue principale de la ville, longue de 1 150 m.
Historiquement, le transport à Ain-Bessem avait débuté par la création d'une entreprise privée, la SARL Loucif Slimane El-Charitti, et par l'utilisation des premiers omnibus à chevaux.
À partir de 1934, à l'ère des tractions, les notables de la ville disposaient de plusieurs modèles de tractions Citroën.
Les premiers chauffeurs de taxi ont commencé à circuler en 1961. À partir de 1966, d'autres ont desservi les lignes Ain-Bessem-Bouira-Sour El Ghozlane.
Pour ce qui est du transport inter-villes, les deux entreprises privées Sarl Benamara et celle de Tablati ont utilisé des véhicules modèles Renault Galion 58 et Berliet Escapade mais ont été concurrencées, puis mises en faillite, par l'entreprise nationale (SNTV) et ses cars modèle PHC Escapade, Berliet PLR-C et Berliet cruisair III.jpc et, à partir de 1985, par des véhicules de type Van Hool A500/2.

## Patrimoine

### Constructions duXIXesiècle
Plusieurs édifices ont été bâtis : l’église date de 1872, le groupe scolaire fut érigé en 1876, la prison (actuel siège de l'Hydraulique) en 1879 et la salle des fêtes fut construite en 1895.

### Constructions duXXesiècle
- Palais de Justice : 1903
- Hôpital civil Lawrence 40 lits : 1916
- 1962 - 2018 : Construction de : Nouveau Hôpital à 120 Lits - Deux polycliniques à 90 lits - 04 dispensaires : 35 lits
- Square publique : 1917
- La grande rue est composée de grands édifices : Café le Glacier, de l’hôtel, et plusieurs bars et restaurants
- Gare ferroviaire (actuel siège de la sous-préfecture) : 1927
- Siège de la Mairie : 1932
- Poste, banque et contributions diverses : 1932- 1936
- Cinéma Select : 1932
- Mosquée : 1934 (centre-ville)
- Stade communale, initialement construit en hippodrome : 1936 et démoli et remplacé par un nouveau stade en 1975.
- Stations d’essences : 1942
- BP (encore en activité) Shell et Total (fermées en 1974) et remplacés par deux nouvelles stations modernes (Naftal et une Station privée).

Outre son chef-lieu, Aïn Bessem-centre a été composée à sa création des localités suivantes : Ouled Zidane et Ouled Ammar (deux portions de communes détachées de Bir Ghbalou), les Karmia, une partie d'Ouled Ammar (dites Houachria et Maïchia), Sidi Yahia, composées de Ouled Brahim et Ouled Ziane, Cheboubia, Ouled Lamri, Chaabet Laafia, El Djemaa, El Anceur Labiod, Ouled Belkheir, Sidi Yahia, Ouled Youcef, Ouled Sidi Slimane, Louhaidia, El Mizarguia, Beni M'Sil, Ouled Chouachi, Laouissat, Ouled Madani, El Messabihia, Deraissia, Mouataâ. La ville d’Ain-Bessem fut construite en zone urbaine moderne à partir de 1872. Elle dispose ainsi de plusieurs critères d’aménagement des normes urbanisées. Dans le centre-ville, il y a deux espaces verts de 24 000 m2 chacun, séparés par la grande rue longue de 1,5 km.
La ville est composée d'une centaine d'ilots regroupés dans un espace de plus 2,7 km2. Chaque îlot compte plusieurs maisons construites en briques rouge et tuiles rouge (Altérac) dont les façades alignées délimitent les rues et les places de la ville.
Plusieurs villas différentes érigées par des colons et diverses habitations à différents matériaux de construction datant de 90 à 120 ans sont recensées dans la ville ; plusieurs de ces habitations ont été démolies et reconstruites.
Les quartiers sont reliés les uns aux autres par un réseau routier moderne dont les trottoirs sont en pierre taillée – de larges rues de 12 à 14 m longées d’arbres (mûriers, ormes, eucalyptus, et platanes).
Les rues sont au nombre de 34 dont chacune est indépendante de l’autre avec une longueur variable allant de 700 m à 1 600 m, configurées sur une zone de forme rectangulaire. Les édifices publics sont placés au centre-ville.
Actuellement, plusieurs nouvelles constructions : palais de justice, salle omnisports, piscine olympique, hôtel de ville, commissariat de police, subdivision services agricoles et subdivision des services hydrauliques sont érigés dans des poches urbaines, initialement des jardins.
La Commune d'Ain-Bessem est considérée surtout comme une zone agricole, également en raison de l’exigüité de la ZUN (zone d’urbanisme) qui se trouve déjà aux confins des terres agricoles. Plusieurs décrets municipaux ou régionales ont pour objet l'interdiction de toute nouvelle construction dans les zones agricoles (décret présidentiel).
Ain Bessem est une région agricole disposant de plusieurs milliers d'hectares réservés à la céréaliculture : 7 200 ha pour les maraîchages (Pomme de terre en culture dominante : 2 560 hectares irrigués à partir du barrage et des oueds). Toutes les terres agricoles sont confiées aux Exploitants Agricoles Collectif (EAC) constitué en groupe : Maximum : 12 et minimum : 4 où chaque membre dispose de 03 hectares à exploiter.
Ain Bessem abrite de nombreux monuments datant de l'époque coloniale : le square, l'opéra (aménagé en mosquée), l'église catholique, le groupe scolaire, la mairie, le siège de la gendarmerie nationale, 450 villas des anciens Colons et de nombreuses et récentes bâtisses publiques telles que : le palais de justice, l’hôtel des finances, la direction des services agricoles, le siège de la Daira, deux commissariats de police, la sous-direction des forêts et plus de 4500 logements de 1974 - 2016.
Ain-Bessem est une commune située sur un espace foncier plat appartenant à plus de 93 % des terres aux services des réserves foncières étatiques. Les propriétaires privés ne disposent que de moins de 7 % de terres morcelées en raison des actions de partage sur héritage. Au total, la superficie totale des terres agricoles est estimée à plus de 9 700 ha dont 110 hectares d'arbres fruitiers. Elle dispose d’un patrimoine architectural datant de l’an 1872, une église et plusieurs édifices publics :
- Salle des fêtes (1924)
- Groupe scolaire (1908)
- La Mairie (1932)
- Marché public
- La mosquée (1936)
- Le square (1872)
- Ancienne gare ferroviaire (1912) - siège actuel de l'Assemblée populaire communale
- École de garçons (1905)
- le centre-ville érigé avec alignement précis (1906)

Avant les années 1990, la ville comptait un patrimoine industriel représenté par plusieurs unités de production :
- EMACOB (Carrelage Granito de réputation Nationale)
- Entreprise Intercommunale (EIT) spécialisée dans la construction : 2 800 logements réalisés avant 1998, date de sa fermeture
- ONCV (Usine-Cave) spécialisée dans la production de vin
- ECOTEC et ses 1 100 logements réalisées
- ONAMA (Matériel agricole)
- ENACHYD (Moteur Hydraulique)
- SONIPEC (Cuir et habillement)
- SEMPAC (Semoules)
- ONAB (Aliments de Bétails), en activité
- CAPCS (Matériel agricole)
- OFLA (Fruits et légumes)
- l’ENTRAWIBO (Bâtiments)
- ERTUR (Bâtiments et travaux urbains)
- SONATIT (Forage et hydraulique)
- CASSAP (Céréales)
- ADE (Algérienne des Eaux), en activité
- OPIBO (Irrigation et drainage), en activité
- Banques et assurance (CNMA, BADR, SAA et CAAT), en activité
  - 3 Agences (Postes et télécommunications), en activité
- Subdivisions techniques :
  - DIB (Subdivision des ponts et chaussées)
  - SUCH (Subdivision des travaux publics et urbanisme)
  - Subdivision hydraulique

A priori, 70 % de ces structures économiques ont été mises en sommeil durant les années 1990, soit par voie de fermeture ordonnée, soit par faillite, soit par décision locale.
Pour le patrimoine artistique, la Commune dispose de trois maisons de la culture (Bouguermouh, FAJ et la maison de la polyclinique). Malheureusement, pour des raisons techniques et de manque d’éducateurs, ces espaces spacieux sont sous-utilisés.
Le patrimoine linguistique repose sur plusieurs langues parlées : arabe (100 %), tamazigh-kabyle (10 %), et des langues étrangères étudiées et comprises par la population : français (75 %), anglais (8 %), espagnol (6 %) et allemand (2 %).

## Démographie
Les statistiques de la population de la région des Aribs (Ain-Bessem) selon les cartes également détaillées et archivées au niveau de l'APC d'Ain-Bessem révèlent que cette région fut longtemps peuplée par des tribus rassemblées depuis des siècles et ayant connu la succession de toutes les dynasties berbères, byzantines et arabes, sans jamais s'expatrier ailleurs. Ainsi les tribus des Arribs, des Mettenane et des Beni-Jaâd y sont présentes depuis plusieurs siècles.
Les régions de « Mettenane » désignent les populations qui se trouvent dans la partie géographique Nord de la ville d'Ain-Bessem à savoir : Ouled Brahim, Ouled Aich, Kraimia, El-Gheraba, Ouled Guelmame, El-Mahfadia, el Houdjaj (Madani et Djeddou) Deraissia - Ouled Belkhir - Chaboubia - Ouledyoucef - Ouled El Ameri - El Grainia - El-Massabhia, Ouled Bouchouaoua - Beni M'sil - Ouled Rabah - Oued Chouachi - Ouled Sidi Slimane, El-Djeridat et Sidi Yahia (Bourg urbanisé) assurant la délégation cantonale et la représentativité des tribus de Mettenane (plus forte concentration des populations d'Ain-Bessem).
La majorité parle l'arabe, la langue française est peu parlée mais utilisée par les universitaires.
Les Régions des Arribs sont situées au sud de la Commune d'Ain-Besem et se limitent à Ouled Zidane, Ouled Amar, Tararfa, El-Haouachria, Ain-Hazem, Dakkafla, Oued Khebathna, Ouled Aliane, ouled M'hia, El-Baâtitt, El-Djakalia, Guelta Ezzergua, Gourraâ, El-Maaîchia et El-Zenaiguia. Malgré le nombre de tribus, cette population est moins nombreuse celle du nord. Ces habitants sont en majorité arabophones mais comptent un grand nombre de francophones et d'anglophones.
Les régions situées au nord-ouest d'Ain-Bessem, sont sous-divisées en trois fratries fondamentales à justifier leur étroite appartenance ethnique à Beni-Jaâd : El-Mokrani, Madjéne et Talahlou (arabophones).
Chaque population forme une tribu anciennement distribuée et appelée par un usage traditionnel d’après le domicile, c'est-à-dire la dachra dont elle relève ou dénommée généralement suivant le nom d'un saint ou d'un vieux sage, ce qui a donné naissance à huit tribus du nord : Ouled Kaddour, Zaouiet Sidi Salem, Ouled Ben Kharoub El-Haouadchia, Ouled Rabia, El-Chnainia, El-Mouaziz et Medouilia.
Dans la ville d'Ain-Bessem il y'a aussi des berbérophones représentés par des anciennes familles kabyles venues avant le XIXe siècle des régions de Beni Ouacif (Kabylie) et de Beni -Yenni.

## ExpositionL'art est un auxiliaire de préserver l'histoire de la révolution
La visite du président Houari Boumédiène à la ville de Aïn-Bessem en 1974 pour le vernissage de l'exposition de l'artiste peintre Abdelmonem Sahraoui au siège du FLN. Exposition sous le slogan "L'art est un auxiliaire de préserver l'histoire de la révolution".
Le président Houari Boumédiène accompagné de Ahmed Medeghri (ministre de l'Intérieur) et de Abdelaziz Maoui (ministre du tourisme) et reçu par Saïd Bouziane (maire de Aïn-Bessem) et de Abdelmonem Sahraoui (artiste-peintre).

## Sports
Un premier club sportif nommé Stade Ain Bessemois (SAB) fut créé à l’ère coloniale le 26 septembre 1924, à l’initiative du maire de la commune M. Jules Mongellaz (viticulteur) et de l’administrateur général Charles Mourgues (agent des impôts) sous l'influence d'un riche colon (propriétaire terrien), viticulteur exerçant la fonction de délégué communal de la Commune Mixte d'Ain Bessem, connu sous le nom d'Olivier Deuze (originaire de Martigues dans les Bouches-du-Rhône en Provence)[pas clair].
Le SAB a été engagée dans la Ligue d'Alger de Football Association, appelée également Ligue d'Alger de football, créée en 1899 pour développer le football colonial. Après avoir assuré des activités sportives durant presque 43 ans, elle a disparu en 1962, date de l’indépendance de l'Algérie.
Le 9 mai 1926, le Stade Ain-Bessemois reçoit officiellement son drapeau de l’union fédérale de football de France, pour participer au championnat relevant de la ligue de football d’Alger.
L’époque coloniale n’est retenue uniquement comme un simple repère historique confirmant la pratique du football dans la ville d'Ain Bessem (1924-1962) où le SAB participa sans interruption au championnat de la ligue d’Alger de 1926 à 1961.
Dès l’indépendance, le Club a été algérianisé et prit alors le nom de Hamzaouia Club Ain Bessem (HCAB) en mémoire du jeune martyr Saâd Hamza. Le HCAB fut retenu par le ministère des sports algérien pour participer au premier critérium (championnat national) organisé par l'Algérie indépendante. Le HCAB engagé dans le groupe B-Centre Alger termina dernier de cette compétition.
La saison sportive 2020-2021 a été reportée en cause de la pandémie de Covid19. Les activités du HCAB sont mises en veilleuse à la suite de cette décision de la Fédération algérienne de football (FAF).

## Personnalités liées à la commune
- Jean Brune (1912-1973), écrivain et journaliste
- Khalida Toumi (1958), ministre de la Culture
- Abdelmonem Sahraoui (1936-1976), artiste peintre
- Assia Djebar (1936-2015), femme de lettres algérienne d'expression française
- Lakhdar Brahimi, ministre des affaires étrangères et représentant ONU (scolarisé à Ain-Bessem)